# Club sportif Bourgoin-Jallieu rugby
Maillots
Actualités
Dernière mise à jour : 16 août 2025.
Le Club sportif Bourgoin-Jallieu rugby (CS Bourgoin-Jallieu) est un club de rugby à XV français fondé en 1906 et basé à Bourgoin-Jallieu, en Isère.
Le CSBJ a notamment remporté trois fois le championnat de France de deuxième division en 1965, 1971 et 1973 ainsi que le groupe B en 1984. Le club a surtout été vice-champion de France et vainqueur du challenge européen en 1997.
Le CSBJ évolue depuis 2017 dans le troisième échelon du championnat de France, appelé Nationale depuis 2020.

## Histoire
| CS Bourgoin-Jallieu |

### Origines
Le rugby apparaît à Bourgoin dès 1897 grâce à un nommé Fischer, jeune fils d'un notaire, de retour d’Angleterre, qui proposa quelques parties à ses condisciples du collège de la ville.
Le club proprement dit naît en 1906 (le cinquième de l’Isère, après Grenoble, Vienne, Vizille et La Mure) sous le nom de « Club sportif bergusien », les Bergusiens étant les habitants de Bourgoin.
Les couleurs du club, ciel et grenat, sont les couleurs du club de football anglais d'Aston Villa qu'un étudiant anglais originaire de Birmingham supportait.
Il les proposa donc lors de la création du club.
Dans l'entre-deux-guerres, le club joue au deuxième niveau du rugby français (appelé Honneur, Excellence A ou deuxième division suivant les époques), avec de brefs passages en promotion (troisième division).
À la reprise en 1943, Bourgoin ne fait pas partie des 95 clubs retenus pour jouer le championnat de France et doit se contenter de la Coupe de France.
En 1946, après une défaite à Gap pour le compte du quatrième tour de la Coupe de France, Bourgoin est éliminé, ce qui provoque une crise au sein du club.
La décision est alors prise de faire appel à une colonie de joueurs catalans.
(Seguy, Salvat,Taillade, Marciaq et Théron) rejoignent ainsi le club.
En 1948, la FFR entreprend la réorganisation des compétitions et le club de Bourgoin est classé au troisième niveau national (toujours appelé Honneur).
L'entraîneur est le Catalan Jacques Palat, ancien de l'USA Perpignan. Bourgoin remonte en deuxième division en 1951 malgré une défaite en demi-finale contre Saint-Girons SC.

### Stabilisation en Deuxième division (1952-1965)
À partir de 1952, le CSB se maintient systématiquement en deuxième division. Il prend le nom de Club sportif Bourgoin-Jallieu en 1956[réf. nécessaire], même si les deux communes ne sont officiellement réunies qu'en 1967.
Champion de France de deuxième division 1965
L'intersaison voit l'arrivée d'André Pagès, entraîneur/joueur qui a fait ses preuves à Saint-Claude. Le collectif berjallien peine à trouver ses marques lors de la phase aller avant de remporter six matchs sur sept lors de la phase retour. Qualifié, Bourgoin élimine ensuite l'ASPTT Paris, Pézenas, Côte-vermeille et Gaillac. En finale du championnat 1965, le CSBJ remporte son premier titre d’importance, le championnat d’Excellence (14-6 a.p. contre Beaumont-de-Lomagne en finale à Avignon), et monte pour la première fois en première division, appelée alors Nationale.

### Montées et descentes (1965-1984)
Débuts difficiles en première division
Les débuts en première division sont difficiles, Bourgoin termine dernier de sa poule en 1966 mais est sauvé par la FFR. En effet, les dernières places pour le 1967 sont attribuées à la discrétion du comité de direction de la FFR entre les demi-finalistes du championnat de France de deuxième division et les derniers de leur poule de première division. La Fédération choisit de repêcher le Stade toulousain, le SBUC, l'US Tyrosse, le CS Bourgoin-Jallieu et le SC Mazamet.
Champion de France de deuxième division 1971
Le club va ensuite faire l’ascenseur pendant une vingtaine d’années : descente en 1968, remontée en 1971 (avec le titre de champion de deuxième division à la clé, grâce à une victoire 15 à 6 contre Pamiers, à Avignon), nouvelle descente en 1972.
Champion de France de deuxième division 1973
Le club va ensuite remonter en 1973 (avec un troisième titre de champion de deuxième division : victoire 10 à 6 contre Le Creusot, à Roanne) puis, de nouveau, descente en 1979 alors que Marc Cécillon fait ses premières apparitions sous le maillot ciel et grenat.
Vice-champion de France groupe B 1982
Après une remontée en 1982 (défaite en finale du championnat de France groupe B contre Aire-sur-l'Adour), il quitte l’élite une dernière fois l'année suivante.
Champion de France groupe B 1984
Le club va ensuite remonter en 1984 avec le titre de champion de France groupe B acquis contre Le Creusot sur le terrain de Bourg en Bresse.

### Premiers résultats en groupe A (1984-1993)
Bourgoin s’acclimate rapidement au groupe A. Pour son retour dans l’élite, le club se qualifie pour les huitièmes de finale du Championnat après une victoire contre Tarbes, quart de finaliste la saison précédente en match de barrage.
La saison suivante voit l'arrivée du pilier international de Nice Hervé Chabowski mais elle sera difficile et Bourgoin, septième seulement de sa poule de dix clubs et qui sera reversé dans le groupe A2. Bourgoin est invité cette année-là à disputer le prestigieux Challenge Yves du Manoir mais échoue à se qualifier.
Le club remonte immédiatement avec un nouveau huitième de finale perdu contre le Racing CF, futur finaliste de la saison 1986-1987. En Challenge, Bourgoin ne participe pas aux phases finales.
En 1988, Bourgoin, cinquième de sa poule, manque de peu la qualification en huitième de finale du Championnat malgré un succès de prestige contre le Stade toulousain à Pierre-Rajon. En Challenge, Bourgoin obtient sa première qualification pour les phases finales. Il est ensuite éliminé par l'US Dax, futur finaliste de l'épreuve en huitième de finale, par 13 à 9 après prolongations.
En 1989, Bourgoin manque encore de peu la qualification en Championnat malgré une deuxième victoire consécutive contre le Stade toulousain à Rajon. Bourgoin dispute aussi une demi-finale du Challenge perdu contre le Biarritz olympique de Serge Blanco.
En 1990 et 1991, Bourgoin manque encore la qualification tant en Championnat qu'en Challenge. Enfin, en 1992, le club en progrès termine quatrième de sa poule mais est éliminé dès les seizièmes de finale par l'US Dax pourtant moins bien classé.
La saison 1992-1993 voit l'arrivée au CSBJ de trois joueurs emblématiques Michel Malafosse de Grenoble et le néo-zélandais David Morgan qui rejoint un an après son compatriote Nigel Geany, les deux joueurs ayant évolué ensemble à Wellington. Cette année là, Bourgoin doit disputer un match de barrage contre Saint-Gaudens battu 40 à 8. En Challenge, Bourgoin termine dernier de sa poule et n'est pas invité la saison suivante.

### Années glorieuses (1994-2010)

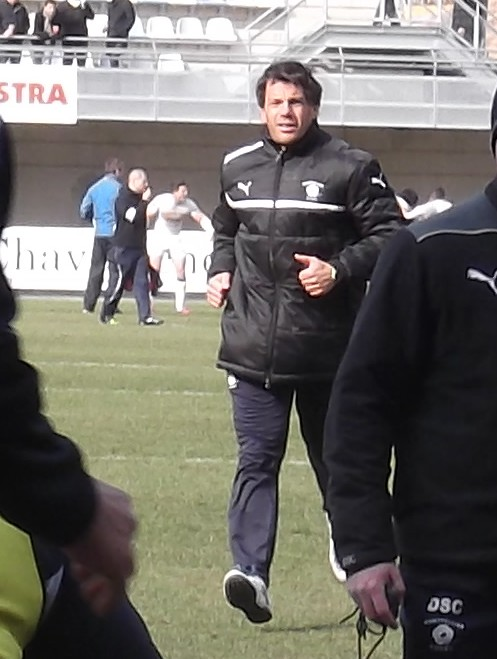
Stéphane Glas au club jusqu’en 2003.
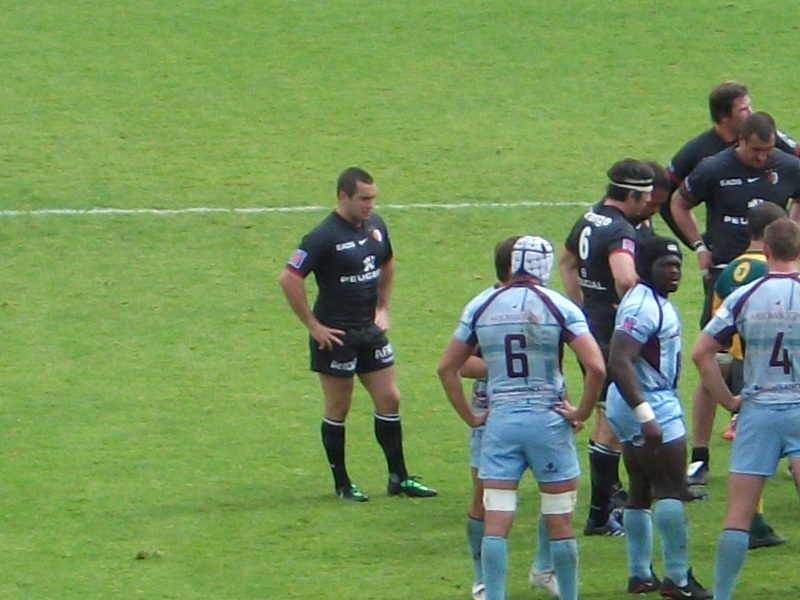
Le CSBJ face au Stade toulousain.
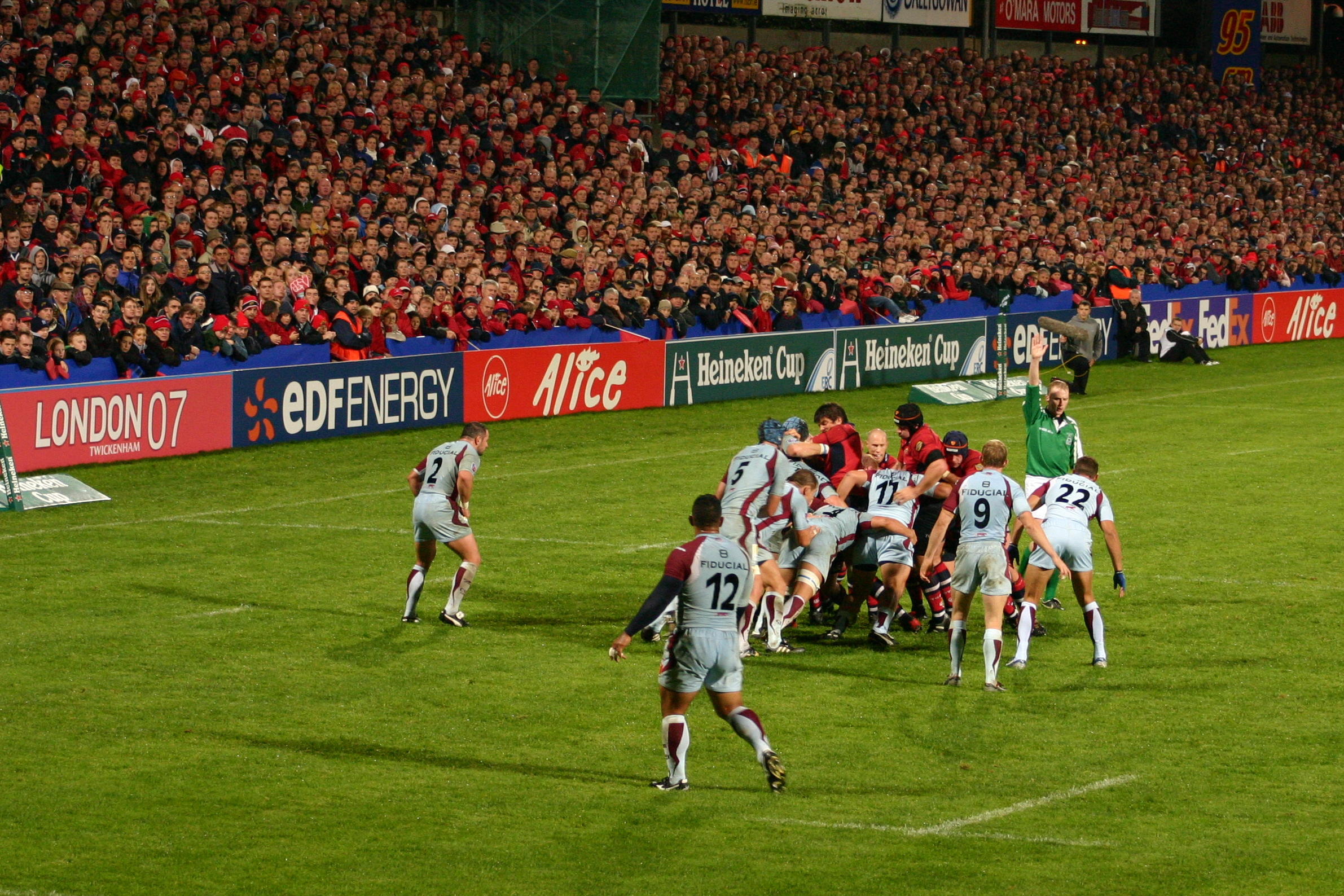
Le CSBJ contre le Munster en Coupe d'Europe en 2006.

Grâce à de bonnes générations de jeunes, le CSBJ parvient régulièrement à bien figurer mais sans jamais s’imposer au sommet. Outre l'entraîneur Michel Couturas qui va révolutionner le jeu berjallien, Il commence à réaliser un recrutement important avec notamment l'arrivée de Dominique Mazille, demi de mêlée des mammouths de Grenoble avec qui il vient de perdre une finale de championnat controversée, Gilbert Brunat et Frédéric Nibelle deux autres Grenoblois en manque de temps de jeu, Alexandre Chazalet du Valence sportif et aussi le retour au club du redoutable buteur Patrice Favre en provenance de Nice.
Bourgoin atteint pour la première fois de son histoire les quarts de finale du Championnat en 1994. Il est alors éliminé par Dax 18-9 du trois-quart centre international Thierry Lacroix, meilleur réalisateur du championnat.
Une demi-finale au goût amer 1995

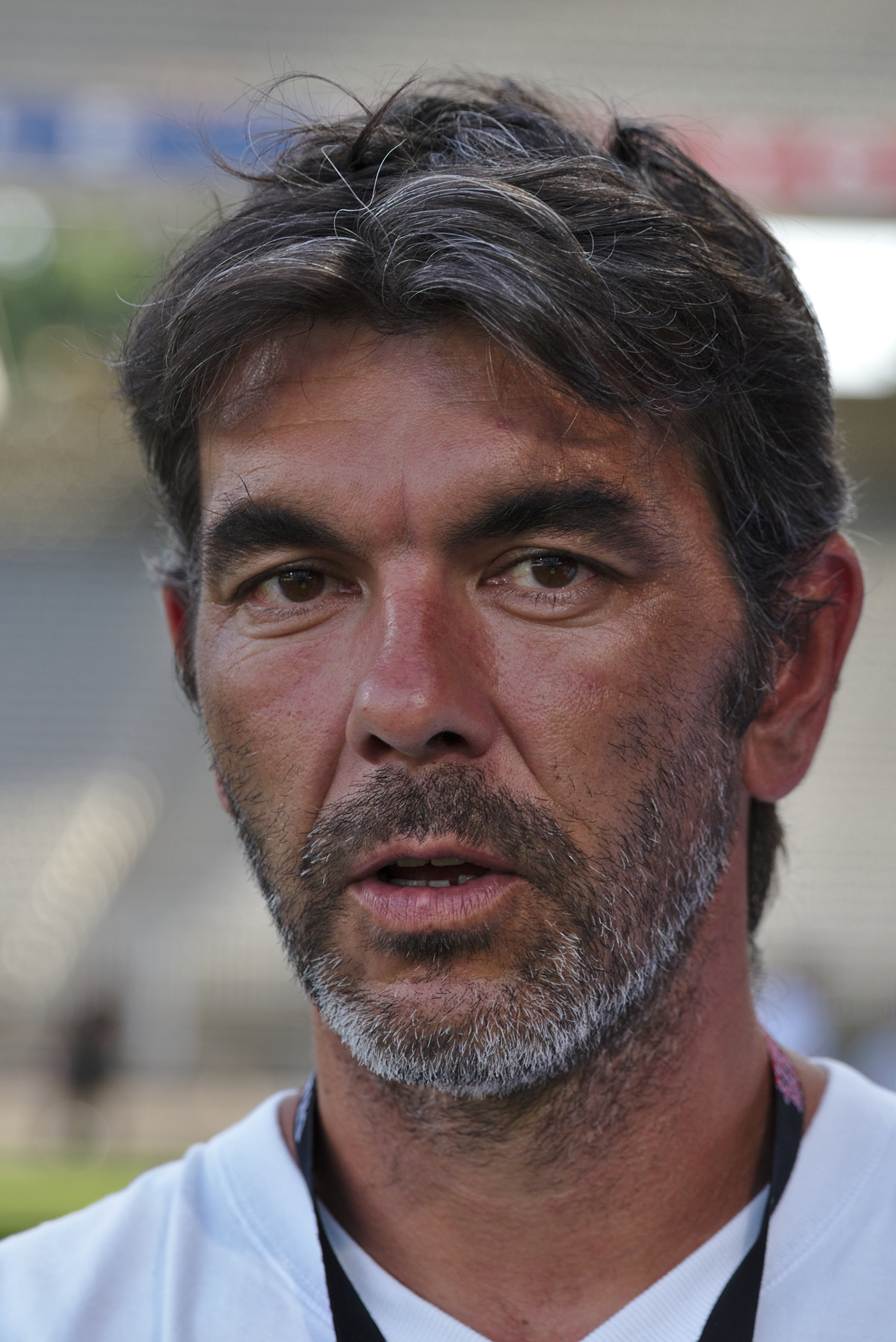
Alexandre Peclier meilleur réalisateur du club avec 1465 points.

En 1995, Bourgoin atteint pour la première fois les demi-finales du Championnat en 1995 perdue avec un fort sentiment de frustration contre le futur champion, le Stade toulousain à la suite d'un essai polémique d'Émile Ntamack dans les arrêts de jeu alors que Bourgoin menait par 10 à 9,,,. Le président Daniel Garnier du CSBJ voulait alors porter l'affaire en justice si la FFR n'invalidait pas le résultat.
Deux semaines plus tard, le club remporte le Challenge Jean Bouin (match pour la troisième place) devant le RC Toulon. La même année, Bourgoin atteint les quarts de finale du Challenge Yves du Manoir, battu par Montferrand.
En 1996, Bourgoin atteint les quarts de finale du Championnat où il est battu par la Section paloise tandis qu'il échoue à se qualifier en Challenge Yves du Manoir.

### 1997: la fameuse année des trois finales

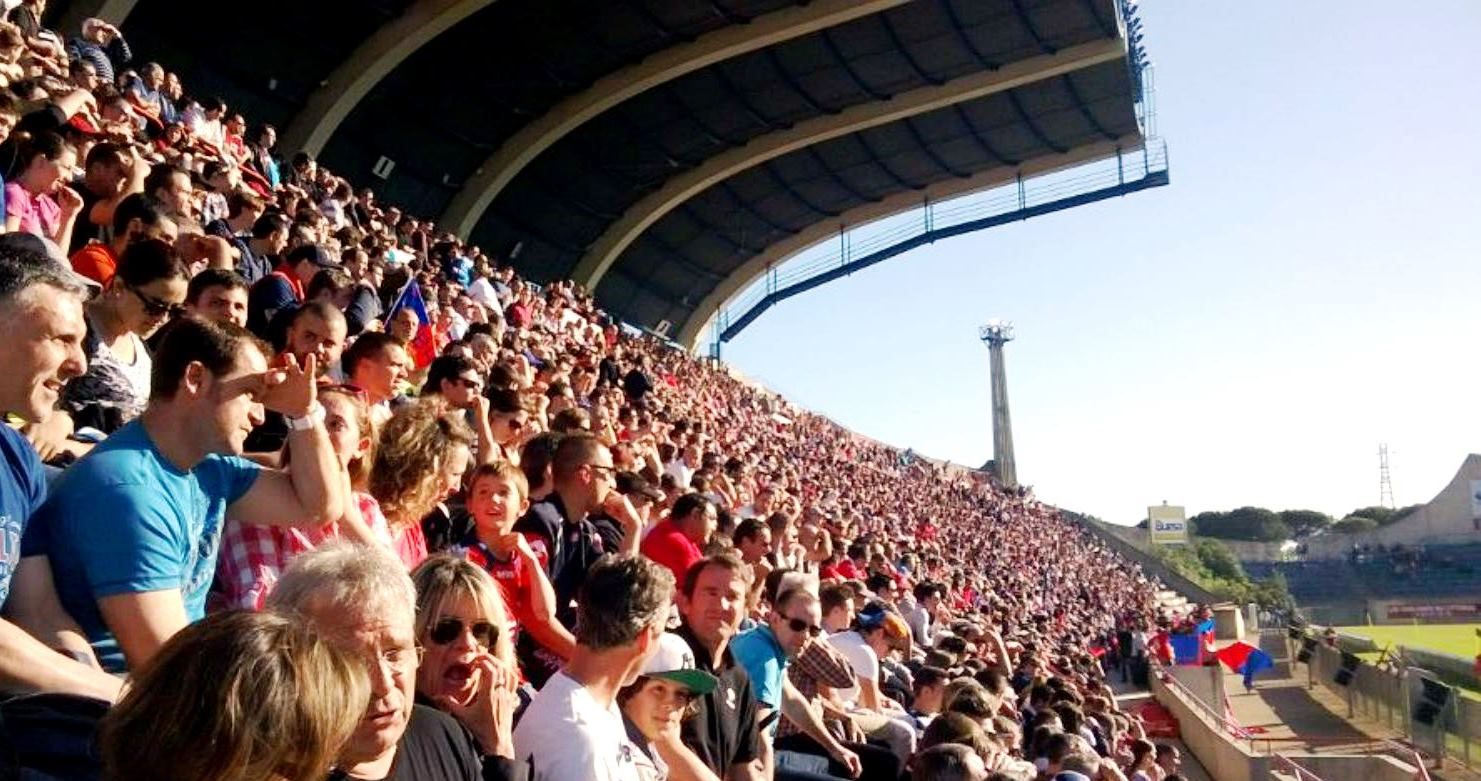
Le stade de la Méditerranée à Béziers où le CSBJ remporte la conférence européenne face au Castres olympique.
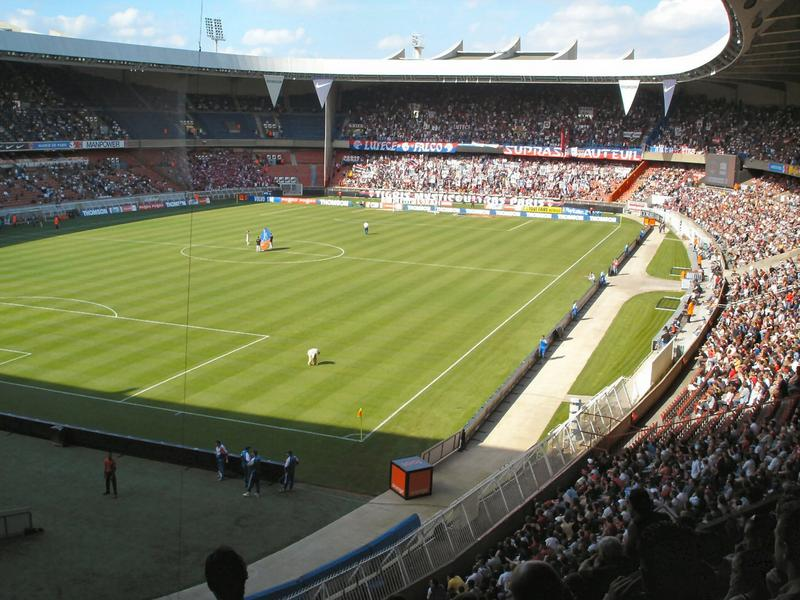
Parc des Princes à Paris où le CSBJ affronte le Stade toulousain en finale.

La saison 1996-1997 voit l'arrivée au club de Pierre Raschi d'Oyonnax, de Laurent Leflamand de Grenoble et de Jean Daudé de Nîmes.
Vainqueur de la conférence européenne 1997
Cette année 1996-1997 reste la meilleure du club car il enlève le tout premier titre de la conférence européenne en 1997 face au Castres olympique.
Finaliste de la coupe de France 1997
Le club atteint aussi la finale de la coupe de France Yves-du-Manoir, défait par la Section paloise.
Vice-champion de France 1997
Le CSBJ, premier club français à l'issue des matchs de poules atteint enfin la finale du championnat, qu’il perd contre le Stade toulousain.
| Vainqueur de la conférence européenne 1997 :CS Bourgoin-Jallieu 18 – 9 Castres olympique (mt : 6 – 6) le 26 janvier 1997 au Stade de la Méditerranée, Béziers Composition du CS Bourgoin-Jallieu : 1 Vessilier - 2 Sanchez - 3 Gomez - 4 Daudé - 5 Cécillon - 6 Chazalet - 7 Malafosse - 8 Raschi - 9 Mazille - 10 Cassagne - 11 Belligoï - 12 Glas - 13 Péclier - 14 Leflamand - 15 Geany Remplaçants 16 Favre - 17 Martin-Culet - 18 Morgan - 19 Nibelle - 20 Milloud - 21 Frier - 22 Guilhot | Finale coupe de France 1997 :Section paloise 13 – 11 CS Bourgoin-Jallieu (mt : 3 – 8) le 27 avril 1997 au Stade Nicolas-Kaufmann, Nîmes Composition du CS Bourgoin-Jallieu : 1 Vessilier - 2 Sanchez - 3 Morgan - 4 Cécillon - 5 Théron - 6 Chazalet - 7 Malafosse - 8 Raschi - 9 Mazille - 10 Favre - 11 Geany - 12 Glas - 13 Cassagne - 14 Leflamand - 15 Péclier Remplaçants 16 Guilhot - 17 Belligoï - 18 Morel - 19 Frier - 20 Nibelle - 21 Martin-Culet - 22 Gomez | Finale championnat de France 1997 :Stade toulousain 12 – 6 CS Bourgoin-Jallieu (mt : 6 – 6) le 31 mai 1997 au Parc des Princes, Paris Composition du CS Bourgoin-Jallieu : 1 Vessilier - 2 Sanchez - 3 Morgan - 4 Cécillon - 5 Daudé - 6 Chazalet - 7 Malafosse - 8 Raschi - 9 Mazille - 10 Cassagne - 11 Saunier - 12 Glas - 13 Péclier - 14 Leflamand - 15 Geany Remplaçants 16 Frier - 17 Fernandez - 18 Guilhot - 19 Belligoï - 20 Nibelle - 21 Martin-Culet - 22 Gomez |

Le CSBJ est durant deux saisons le meilleur club français derrière le Stade toulousain, de par ses résultats et son centre de formation de très haut niveau.
Demi-finaliste du championnat 1999
En 1999, le club s’incline en demi-finale du championnat une fois encore contre le Stade toulousain comme 4 ans plus tôt.

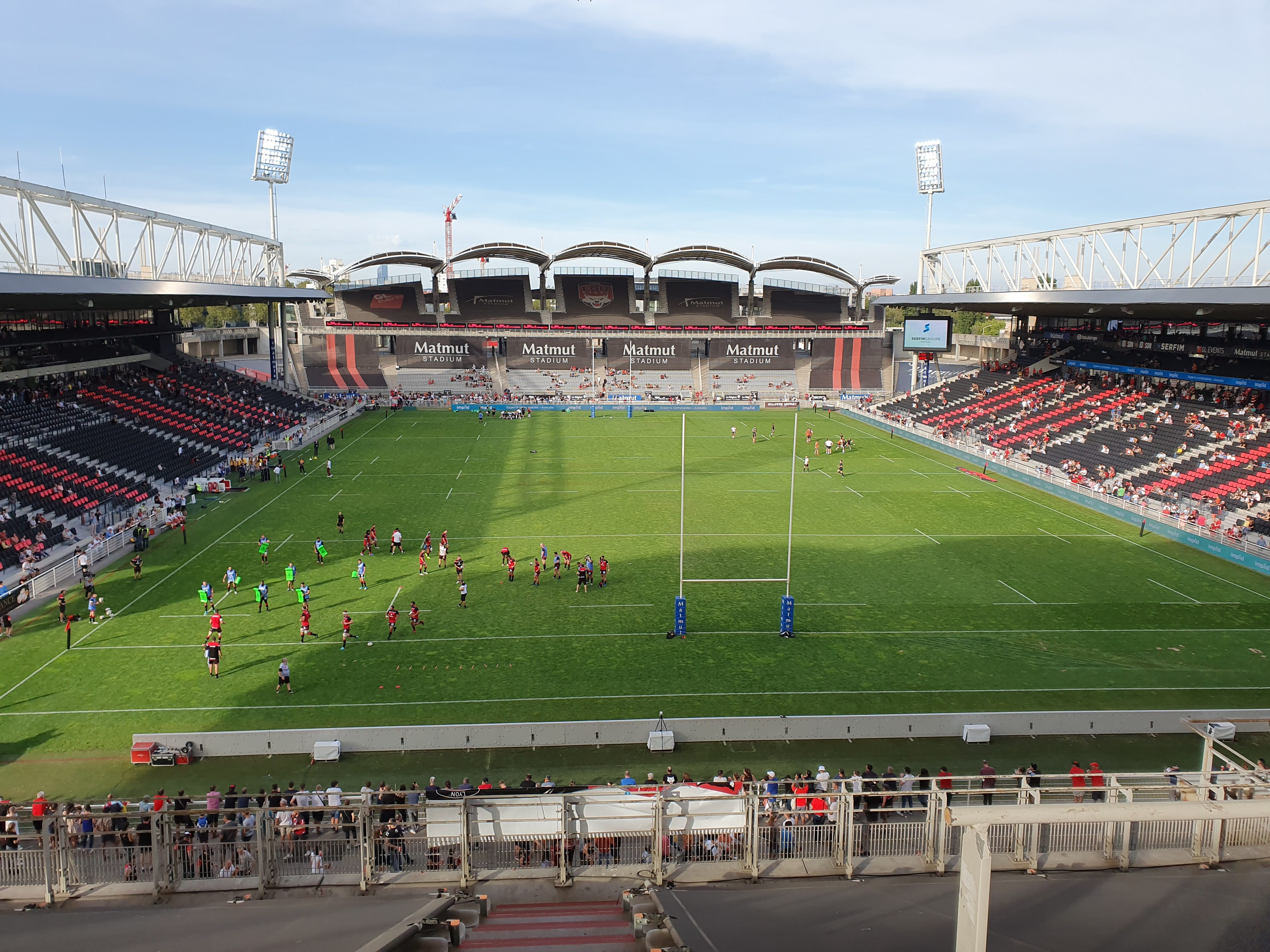
Stade de Gerland à Lyon où le où le CSBJ affronte l’AS Montferrand en finale du challenge européen.
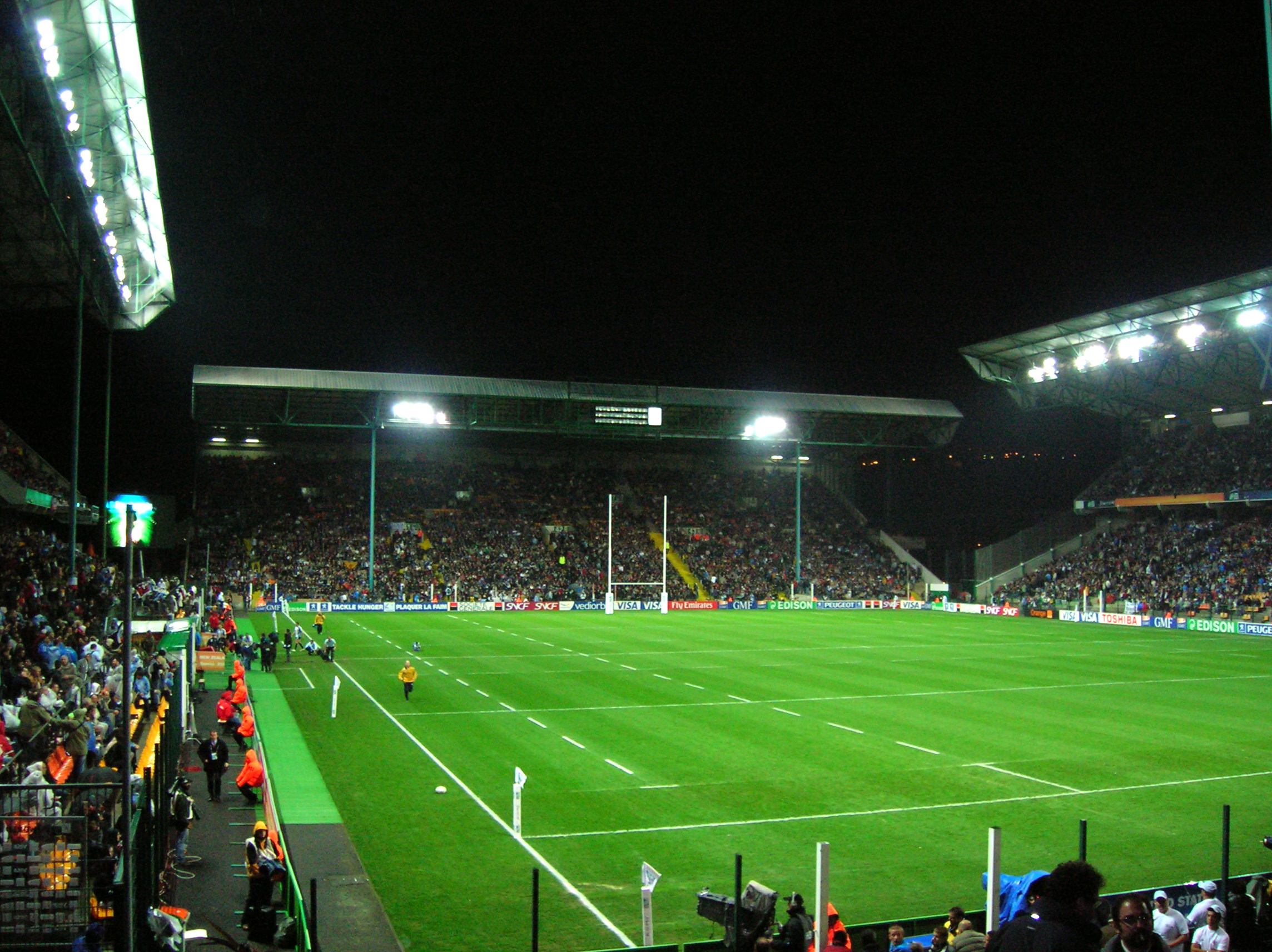
Stade Geoffroy-Guichard à Saint-Étienne où le CSBJ affronte le Stade français en finale de la coupe de France.

Finaliste du challenge européen 1999
Le club s’incline en finale du challenge européen face à l’AS Montferrand.
Finaliste de la coupe de France 1999
Le CSBJ perd aussi la finale de la coupe de France contre le Stade français.
| Finale conférence européenne 1999 : AS Montferrand 35 – 16 CS Bourgoin-Jallieu (mt : 13 – 9) le 27 février 1999 au Stade de Gerland, Lyon Composition du CS Bourgoin-Jallieu : 1 Milloud - 2 Martin-Culet - 3 Peyron - 4 Cécillon - 5 Daudé - 6 Nallet - 7 Tordo - 8 Raschi - 9 Galon - 10 Boyet - 11 Giolitti - 12 Tuni - 13 Péclier - 14 Saunier - 15 Geany Remplaçants 16 Péclier - 17 Magellan - 18 Studer - 19 Fischer - 20 Chabal - 21 Ricco - 22 McKenzie | Finale coupe de France 1999 :Stade français 27 – 19 CS Bourgoin-Jallieu (mt : 14 – 13) le 5 juin 1999 au Stade Geoffroy-Guichard, Saint-Étienne Composition du CS Bourgoin-Jallieu : 1 Milloud - 2 Martin-Culet - 3 Magellan - 4 Cécillon - 5 Nallet - 6 Chazalet - 7 Tordo - 8 Raschi - 9 Balue - 10 McKenzie - 11 Tuni - 12 Glas - 13 McLaren - 14 Leflamand - 15 Péclier Remplaçants Boyet - Giolitti - Frier - Daudé - Peyron - Vessiller |

Record de matchs consécutifs sans défaite à domicile (2002-2006)

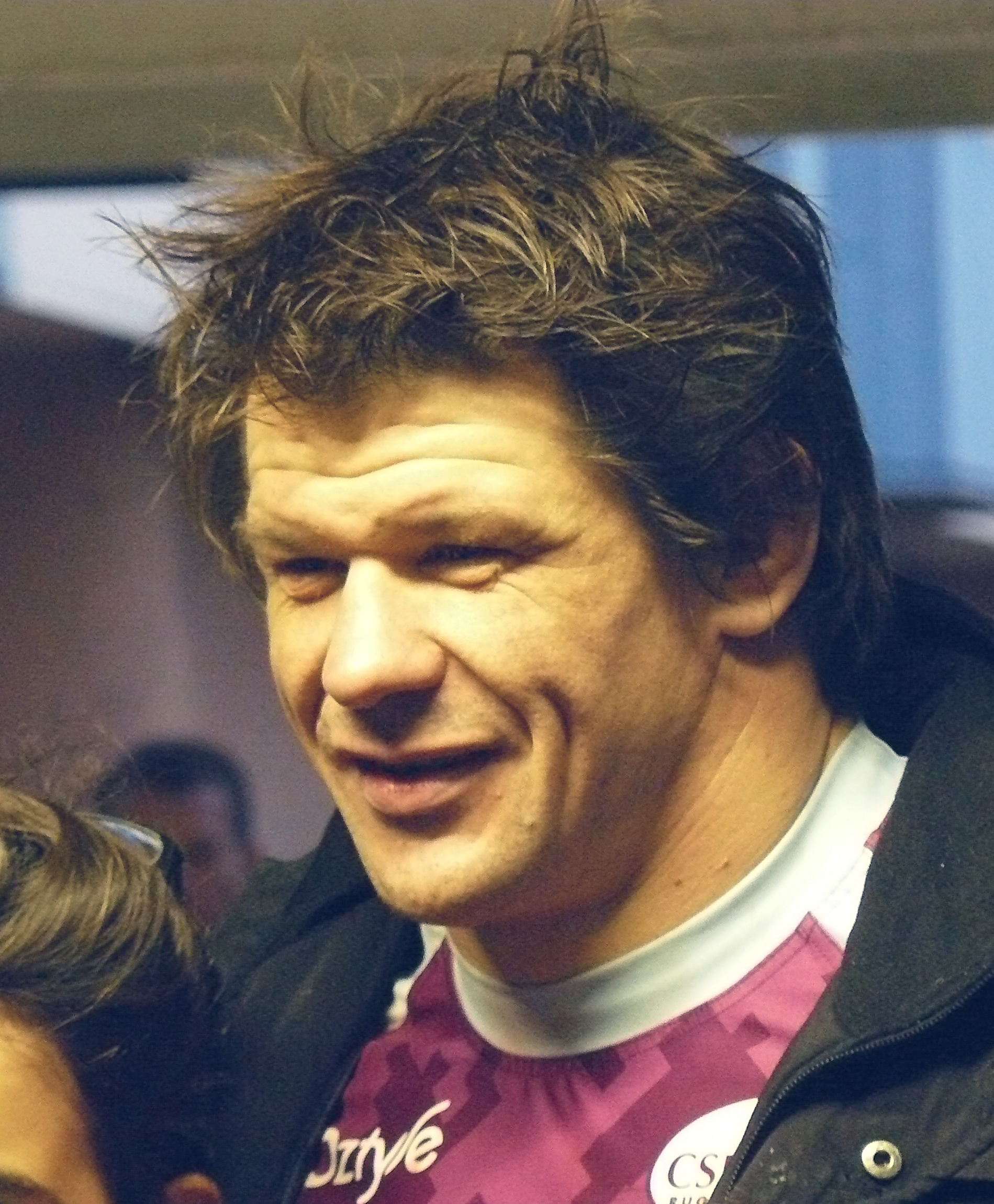
Olivier Milloud
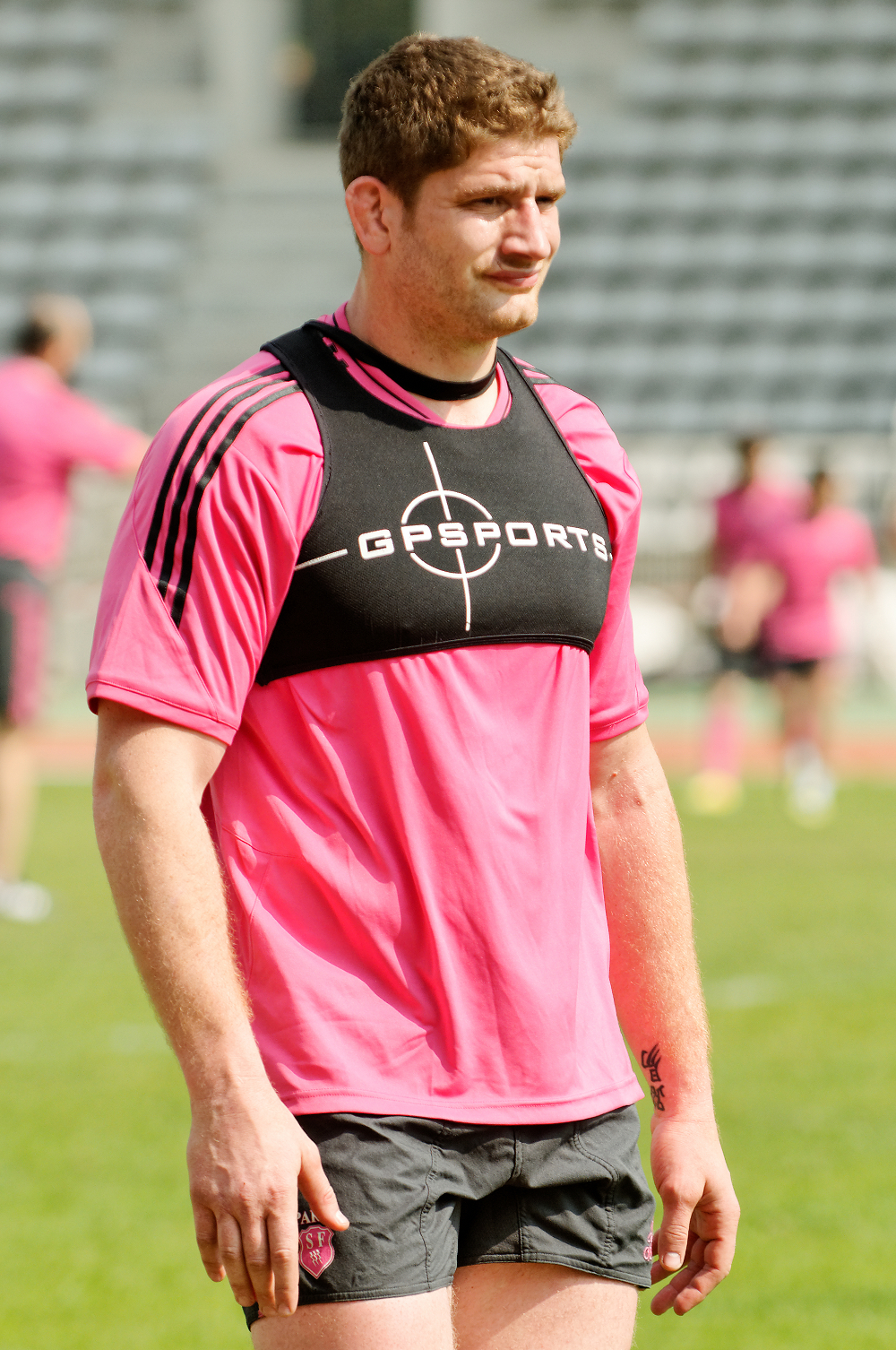
Pascal Papé
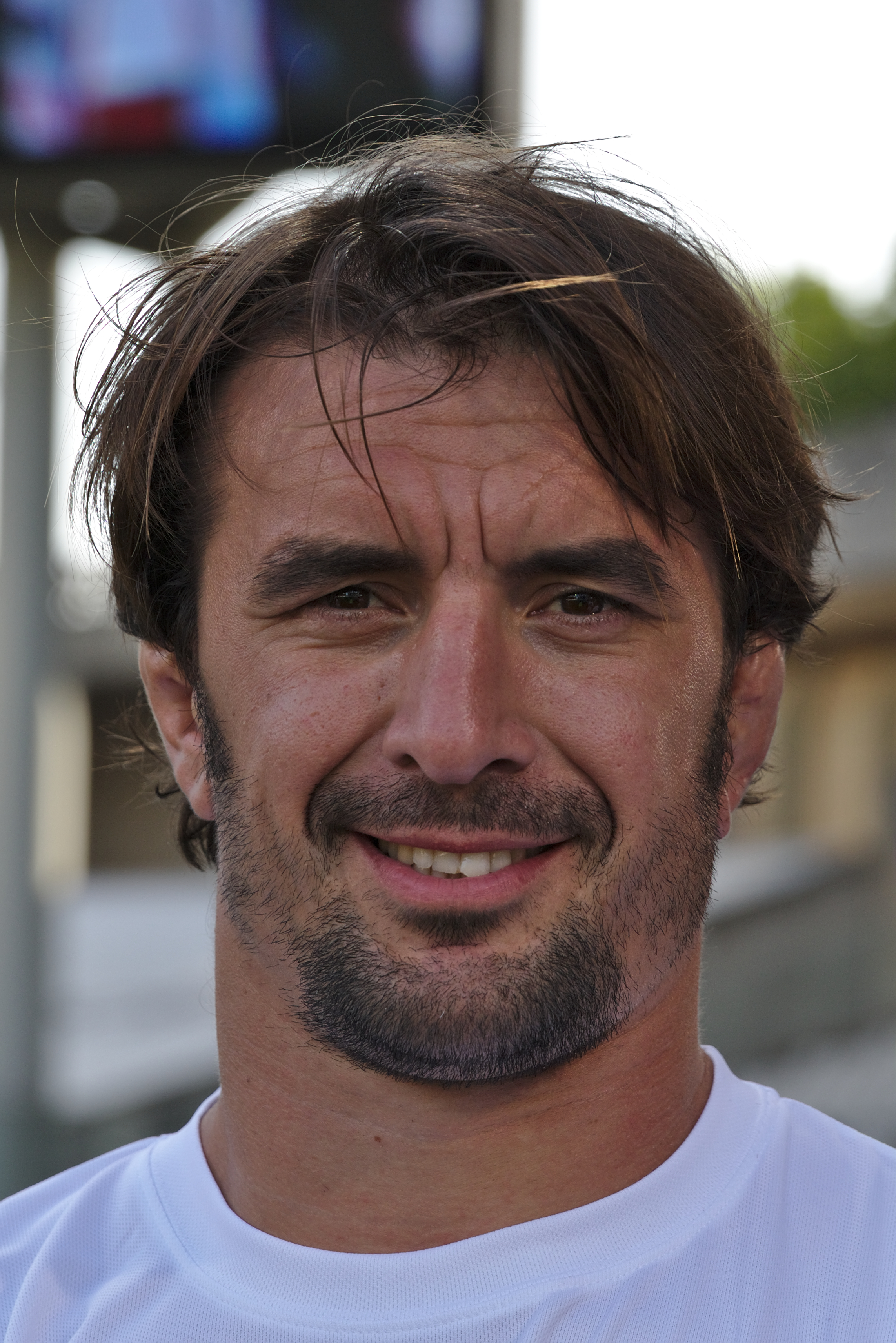
Julien Pierre
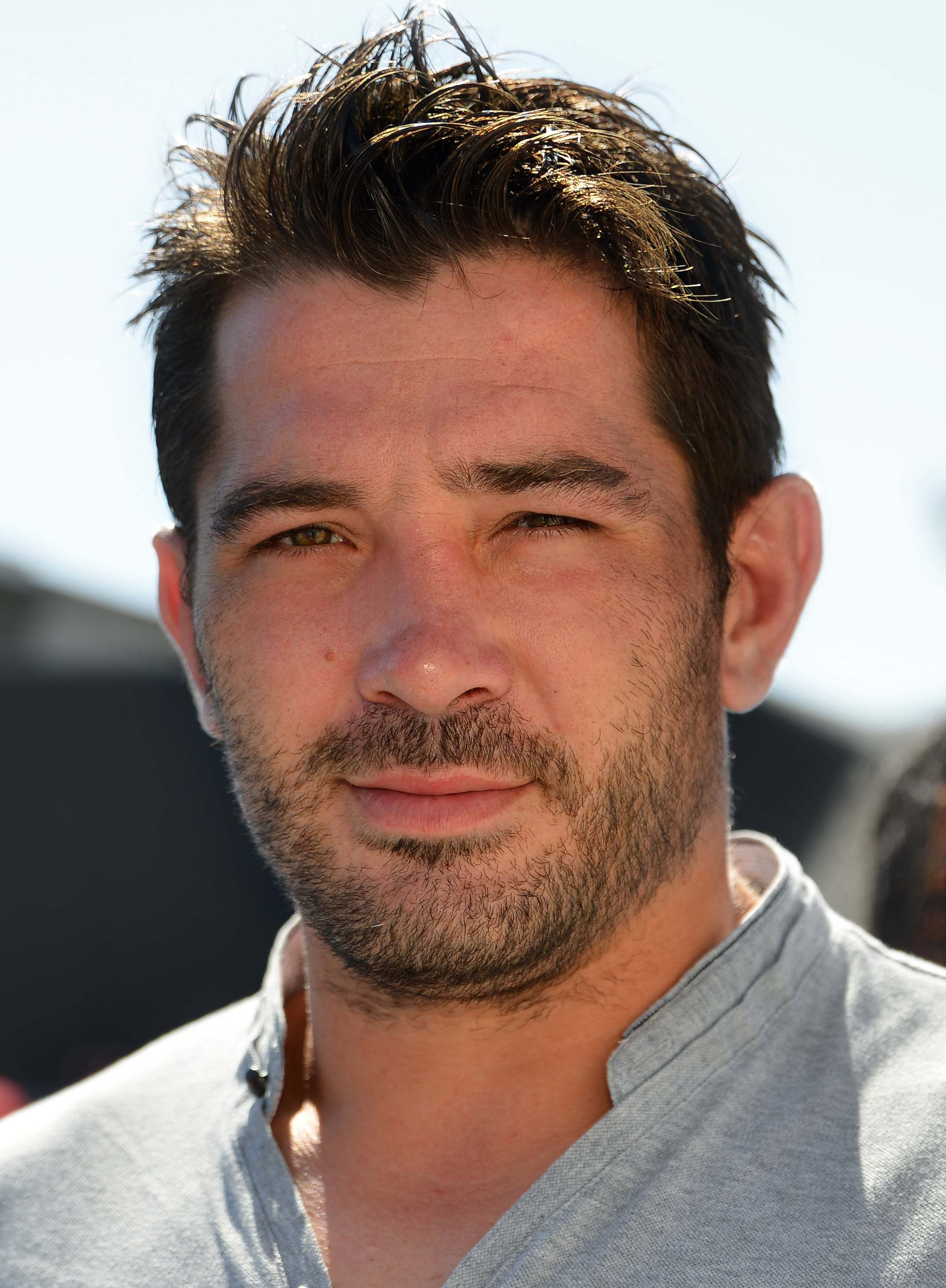
Florian Fritz
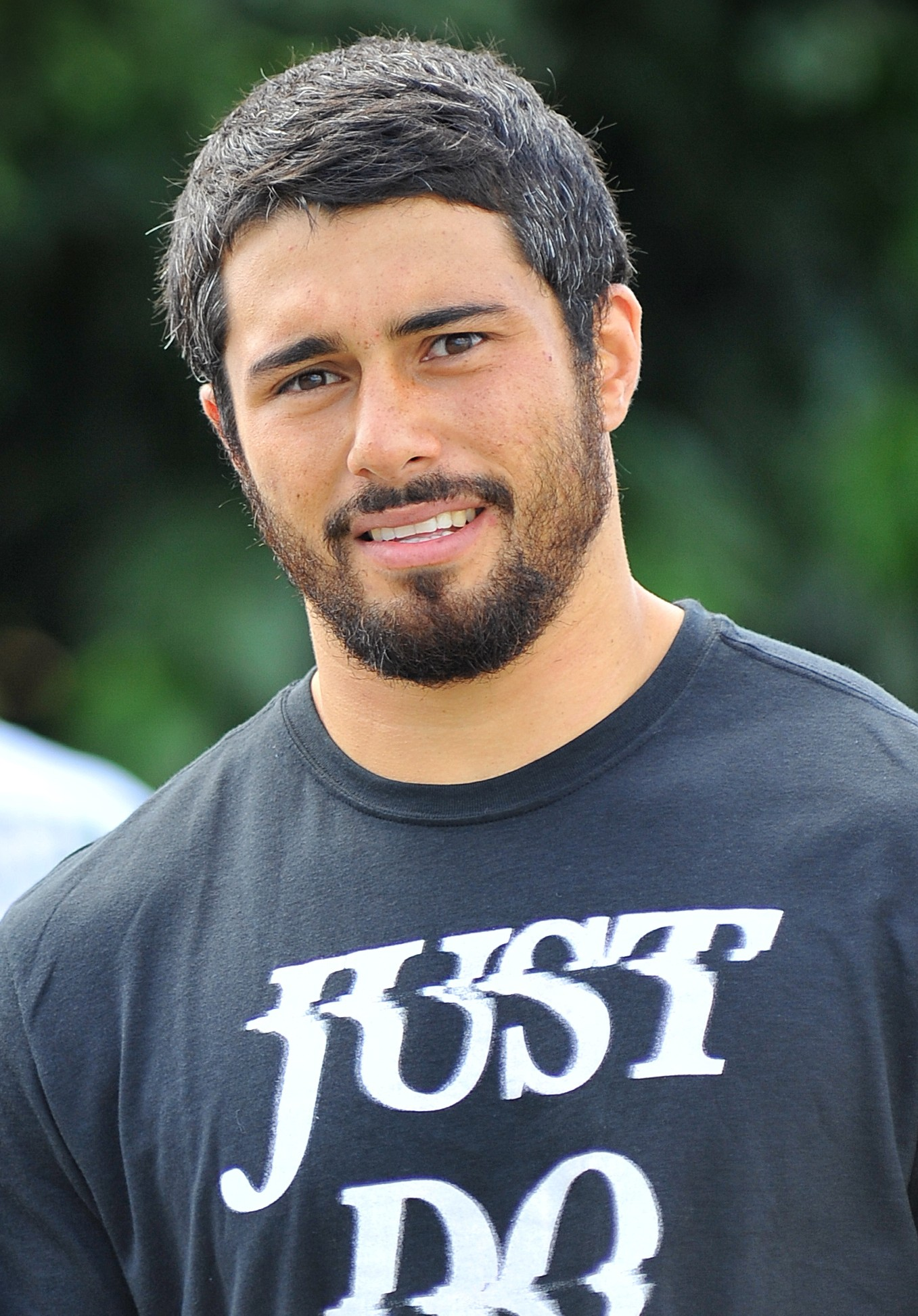
Yann David

Bourgoin réalise une série de 46 matchs consécutifs sans défaite au stade Pierre Rajon entre 2002 et 2006.
Double finaliste coupe de la Ligue et challenge Sud-Radio 2003
En 2003, le club échoue également en finale de coupe de la Ligue contre le Stade rochelais alors en Pro D2 22-20 et en finale du challenge Sud-Radio défait par le Castres olympique 27-26.
Double demi-finaliste du championnat 2004 et 2005
Deux nouvelles demi-finales du championnat de France sont jouées en 2004 perdue contre le Stade français et en 2005 perdue face au Biarritz olympique, les deux futurs vainqueurs du championnat.
Finaliste du challenge européen 2009

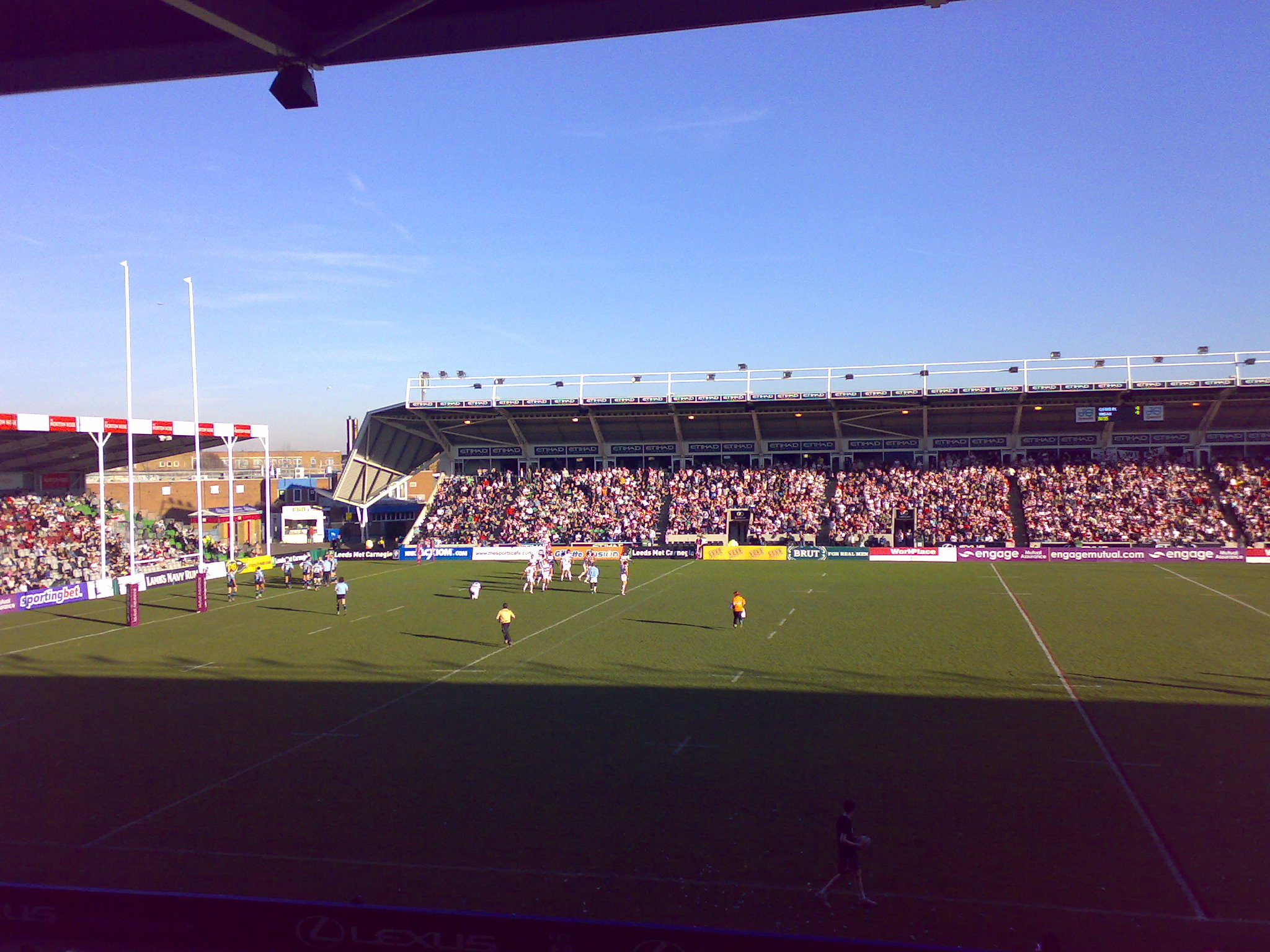
Twickenham Stoop à Twickenham où le CSBJ affronte les Northampton Saints en finale du challenge européen en 2009.

Les ciel et grenat disputent une nouvelle finale de challenge européen en 2009 perdue contre les Northampton Saints.
Le journal Midi olympique annonce le 20 avril 2009 que les dirigeants du CSBJ, qui ont repris le club à Pierre Martinet en février 2009 pour un euro symbolique, doivent fournir près de deux millions d’euros avant le 30 avril 2009 sous peine de voir leur équipe descendre en Pro D2 pour cause financière, ces deux millions d’euros étant la dette laissée par Martinet et donc la somme qu’il exigeait pour la reprise du club avant de finalement se mettre d’accord avec les repreneurs pour un euro symbolique. Le 27 avril 2009, René Flamand annonce publiquement que le CSBJ est stable financièrement grâce notamment à deux subventions institutionnelles, d’un côté 574 000 euros de la municipalité de Bourgoin-Jallieu et 500 000 euros du conseil général de l’Isère, le reste étant versé par des partenaires privés. Les saisons 2008-2009 et 2009-2010 sont assez bonnes mais sans grands succès.

### Entre la Pro D2 et la Fédérale 1 (2011-2020)
Lors de la saison 2010-2011, le club craque et ne suit plus, étant encore à la peine financièrement. Malgré le renfort de nombreux joueurs prometteurs, le CSBJ ne gagne que deux matchs de championnat et se retrouve aussi pénalisé de cinq points pour raison financière. Les défaites se suivent et empirent avec en point d'orgue une défaite 14 à 44 à domicile contre La Rochelle. Le CSBJ finit bon dernier du Top 14 après 27 ans consécutifs passés en première division.
Lors de l'intersaison, les événements semblent pourtant aller pour le mieux : Serge Kampf comble totalement le déficit budgétaire de la saison précédente et les comptes sont remis à zéro. Le retour de Laurent Seigne avec un nouveau sponsor et un recrutement intelligent laissent espérer un retour rapide et éclatant du CSBJ en Top 14.
Hélas, les résultats peinent à convaincre. À la suite d'une mésentente entre les entraîneurs et les joueurs, le club subit plusieurs défaites d'affilée, le rapprochant potentiellement de la relégation et du spectre de la saison précédente. L'annonce d'un nouveau déficit budgétaire de 1,3 million d'euros minimum aggrave la situation et provoque le départ du président Gaston Maulin et du manager Laurent Seigne, remplacés à la hâte par le président de l'association et par l'entraîneur du centre de formation. Les résultats ne se font pas attendre puisque le jeu revient ainsi que les victoires probantes qui permettent au club de finir le championnat en milieu de tableau, loin cependant de la remontée immédiate prévue.
Descente en Fédérale 1 et retour en Pro D2 2013

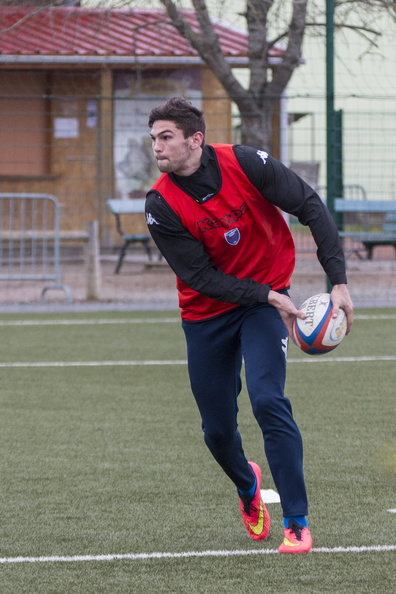
Xavier Mignot

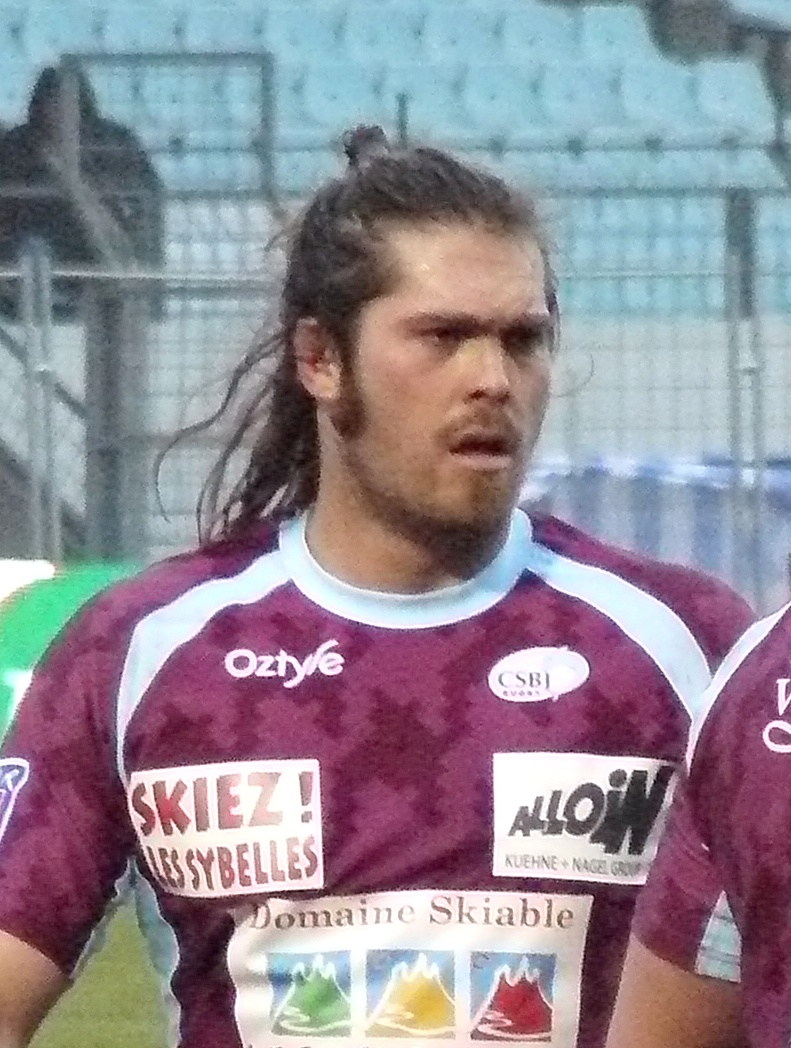
Wessel Jooste

Lors de l'intersaison, la police financière du rugby annonce une rétrogradation en Fédérale 1 si la situation financière n'est pas assainie au deuxième rendez-vous. Malgré une mobilisation des supporteurs et des PME locales permettant de combler apparemment le déficit, la DNACG confirme la rétrogradation du club en Fédérale 1, et malgré les différents recours auprès de la Fédération Française de Rugby, du CNOSF et du tribunal administratif, la sanction est entérinée. Le club décide alors de dissoudre la section professionnelle afin d'éloigner le spectre d'une liquidation judiciaire du club et de démarrer le championnat de Fédérale 1 avec un bilan financier en bénéfice financier.
L’année suivante, le CS Bourgoin-Jallieu est promu en Championnat Pro D2 après sa victoire en demi-finale face à l'US Montauban. Bourgoin termine la saison 2013-2014 de Pro D2 à la huitième place du classement, en remportant notamment une victoire dans le derby face au futur champion de France le Lyon OU.
Lors de cette saison, l'équipe Reichel de Bourgoin atteint également les demi-finales du championnat de France.
Descente en Fédérale 1 après liquidation judiciaire 2017
Le 16 mai 2017, le club est placé en liquidation judiciaire par le tribunal de commerce de Vienne. Il termine dernier de la Pro D2, est relégué en Fédérale 1 pour la saison 2017-2018 où il termine neuvième de la poule 1. La saison suivante, l’aventure se termine en 1/4 de finale contre Blagnac. L'année 2017 marque enfin la fin des soucis financiers du club avec une restructuration profonde du club.
Lors de la saison 2018-2019, le CSBJ termine premier de la poule 4 devant Dijon, mais s'incline de peu en quart de finale du trophée Jean-Prat contre Blagnac (16-21 et 13-12).
La saison 2019-2020 est plus compliquée. Le club figure dans une poule 2 relevée, en compagnie de Bourg-en-Bresse et de Narbonne, et figure à la cinquième place au moment où le championnat est arrêté pour cause de pandémie de Covid-19.

### Intégration au championnat de France Nationale 2020
Lors de la saison 2020-2021, le CSBJ intègre le nouveau championnat de France de Nationale et termine à la huitième place avec 45 points avant de terminer à la onzième place avec 59 points la saison 2021-2022, puis à la cinquième place avec 83 points la saison 2022-2023.

## Identité visuelle

### Couleurs et maillots
Les couleurs du club sont le bleu ciel et le grenat.

### Écusson

Évolution de l'écusson
Ancien écusson.
Ancien écusson.

Le dauphin de Méditerranée représenté sur le blason du club est le principal emblème du Dauphiné également l'un des symboles de la ville de Bourgoin-Jallieu.

## Rivalités
Bourgoin partageait anciennement une rivalité avec le FC Grenoble dans le « derby isérois » et aussi avec le Lyon OU dans un derby rhônalpin.
Dans le championnat de Nationale, les derbies face à Chambéry et Valence Romans font partie des rencontres les plus attendues de la saison.

## Palmarès

### Détail du palmarès
Le tableau suivant récapitule les performances du club :
- titres de champion et finales ainsi que les meilleures performances dans les compétitions.

| Compétitions nationales | Compétitions internationales |
| --- | --- |
| Championnat de France - Vice-champion (1) : 1997 Challenge Jean Bouin - Vainqueur (1) : 1995 Challenge Yves du Manoir - Meilleure performance : demi-finaliste en 1989 Coupe de France - Finaliste (2) : 1997, 1999 Coupe de la Ligue - Finaliste (1) : 2003 Challenge Sud-Radio - Finaliste (1) : 2003 Championnat de France groupe B - Champion (1) : 1984 - Vice-champion (1) : 1982 Championnat de France D2 - Champion (3) : 1965, 1971, 1973 Championnat de Fédérale 1 - Vice-champion (1) : 2013 | Challenge européen - Vainqueur (1) : 1997 - Finaliste (2) : 1999, 2009 |
| Autres Compétitions | Équipes de jeunes |
| Challenge Brennus - Vainqueur (1) : 1910 Bouclier de Bourgogne - Vainqueur (3) : 1976, 1982, 1988 Challenge de l'Espérance - Finaliste (2) : 1980, 1994 Challenge Armand Vaquerin - Vainqueur (1) : 1997 - Finaliste (2) : 1980, 1994 Championnat de France des Réserves - Champion (3) : 1972 (division Nationale), 1998 (Espoirs), 1999 (Elite B) - Vice-champion (1) : 1997 (Espoirs) Championnat de France Fédéral B - Champion (1) : 2013                                                          | Coupe Frantz Reichel - Vainqueur (2) : 2006, 2007 - Finaliste (1) : 1998 Championnat de France Crabos - Vice-champion (5) : 2002, 2003, 2006, 2007, 2008 Championnat de France Alamercery - Vice-champion (1) : 2009 Challenge Sud-est Balandrade - Vainqueur (1) : 2012 Super Challenge de France - Vainqueur (1) : 1997 Championnat de France Minimes (UFOLEP) - Vice-champion (1) : 1997 |

### Finales disputées
On accède à l’article qui traite d’une saison particulière en cliquant sur le score de la finale.
Championnat de France
| Date        | Vainqueur        | Finaliste           | Score | Lieu                    | Spectateurs |
| ----------- | ---------------- | ------------------- | ----- | ----------------------- | ----------- |
| 31 mai 1997 | Stade toulousain | CS Bourgoin-Jallieu | 12-6  | Parc des Princes, Paris | 44 000      |

Challenge Jean Bouin
| Date       | Vainqueur           | Finaliste | Score            | Lieu                    | Spectateurs |
| ---------- | ------------------- | --------- | ---------------- | ----------------------- | ----------- |
| 7 mai 1995 | CS Bourgoin-Jallieu | RC Toulon | 45-38 (mt 19-20) | Stade Jean Bouin, Paris | 12 000      |

Challenge européen
| Date            | Vainqueur           | Finaliste           | Score | Lieu                              | Spectateurs |
| --------------- | ------------------- | ------------------- | ----- | --------------------------------- | ----------- |
| 26 janvier 1997 | CS Bourgoin-Jallieu | Castres olympique   | 18-9  | Stade de la Méditerranée, Béziers | 10 000      |
| 27 février 1999 | AS Montferrand      | CS Bourgoin-Jallieu | 35-16 | Stade de Gerland, Lyon            | 31 986      |
| 22 mai 2009     | Northampton Saints  | CS Bourgoin-Jallieu | 15-3  | The Stoop, Twickenham             | 9 260       |

Coupe de France
| Date          | Vainqueur            | Finaliste           | Score | Lieu                                   | Spectateurs |
| ------------- | -------------------- | ------------------- | ----- | -------------------------------------- | ----------- |
| 26 avril 1997 | Section paloise      | CS Bourgoin-Jallieu | 13-11 | Stade des Costières, Nîmes             | 15 732      |
| 5 juin 1999   | Stade français Paris | CS Bourgoin-Jallieu | 27-19 | Stade Geoffroy-Guichard, Saint-Étienne | 22 000      |

Coupe de la Ligue
| Date         | Vainqueur       | Finaliste           | Score | Lieu                                | Spectateurs |
| ------------ | --------------- | ------------------- | ----- | ----------------------------------- | ----------- |
| 27 mars 2003 | Stade rochelais | CS Bourgoin-Jallieu | 22-20 | Stade Marcel-Deflandre, La Rochelle | 4 500       |

Challenge Sud-Radio
| Date             | Vainqueur         | Finaliste           | Score | Lieu                                     | Spectateurs |
| ---------------- | ----------------- | ------------------- | ----- | ---------------------------------------- | ----------- |
| 15 novembre 2003 | Castres olympique | CS Bourgoin-Jallieu | 27-26 | Parc des sports et de l'amitié, Narbonne | 5 000       |

Championnat de France groupe B
| Date        | Vainqueur           | Finaliste           | Score   | Lieu                                   | Spectateurs |
| ----------- | ------------------- | ------------------- | ------- | -------------------------------------- | ----------- |
| 23 mai 1982 | Avenir aturin rugby | CS Bourgoin-Jallieu | 16 - 15 | Stade de la Mosson, Montpellier        | 3 309       |
| 20 mai 1984 | CS Bourgoin-Jallieu | CO Le Creusot       | 19 - 12 | Stade Marcel-Verchère, Bourg-en-Bresse | 12 000      |

Championnat de France de deuxième division
| Date        | Vainqueur           | Finaliste         | Score  | Lieu                        | Spectateurs |
| ----------- | ------------------- | ----------------- | ------ | --------------------------- | ----------- |
| 16 mai 1965 | CS Bourgoin-Jallieu | Stade beaumontois | 14 - 6 | Stade de Saint-Ruf, Avignon |             |
| 9 mai 1971  | CS Bourgoin-Jallieu | SC Pamiers        | 15 - 6 | Stade de Saint-Ruf, Avignon | 5 467       |
| 13 mai 1973 | CS Bourgoin-Jallieu | CO Le Creusot     | 10 - 6 | Parc des Sports, Roanne     | 9 395       |

Challenge de l'Espérance
| Date        | Vainqueur   | Finaliste           | Score   | Lieu                           | Spectateurs |
| ----------- | ----------- | ------------------- | ------- | ------------------------------ | ----------- |
| 18 mai 1980 | SC Tulle    | CS Bourgoin-Jallieu | 24 - 19 | Stade Jean-Alric, Aurillac     | 7 600       |
| 1994        | SC Graulhet | CS Bourgoin-Jallieu | 22 - 21 | Stade Alexandre-Cueille, Tulle |             |

## Chronologie des championnats
La frise suivante montre l'évolution des championnats auxquels le CS Bourgoin-Jallieu a participé depuis la saison 1959-1960.

## Personnalités

### Internationaux français que le club a fournis

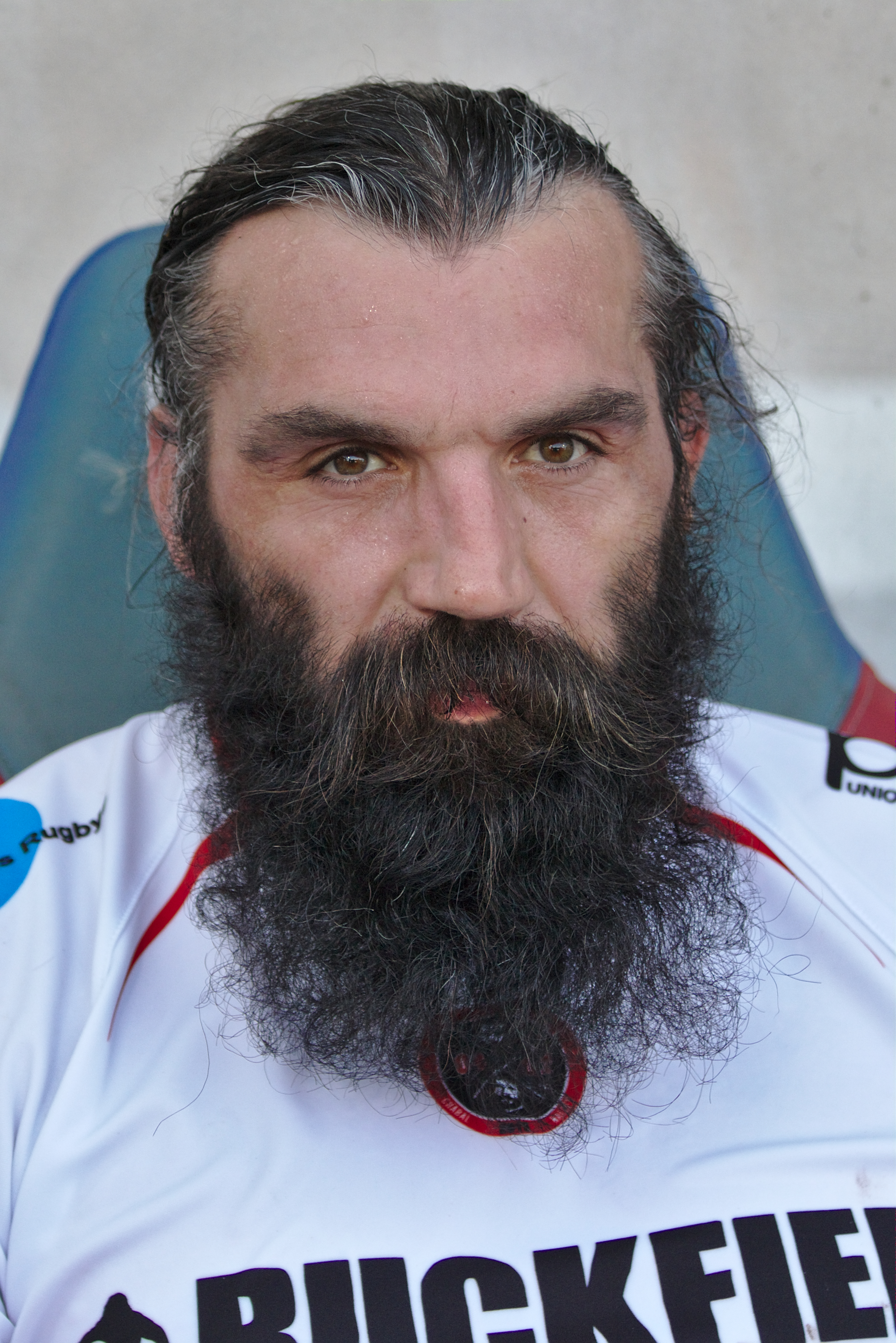
Sébastien Chabal.

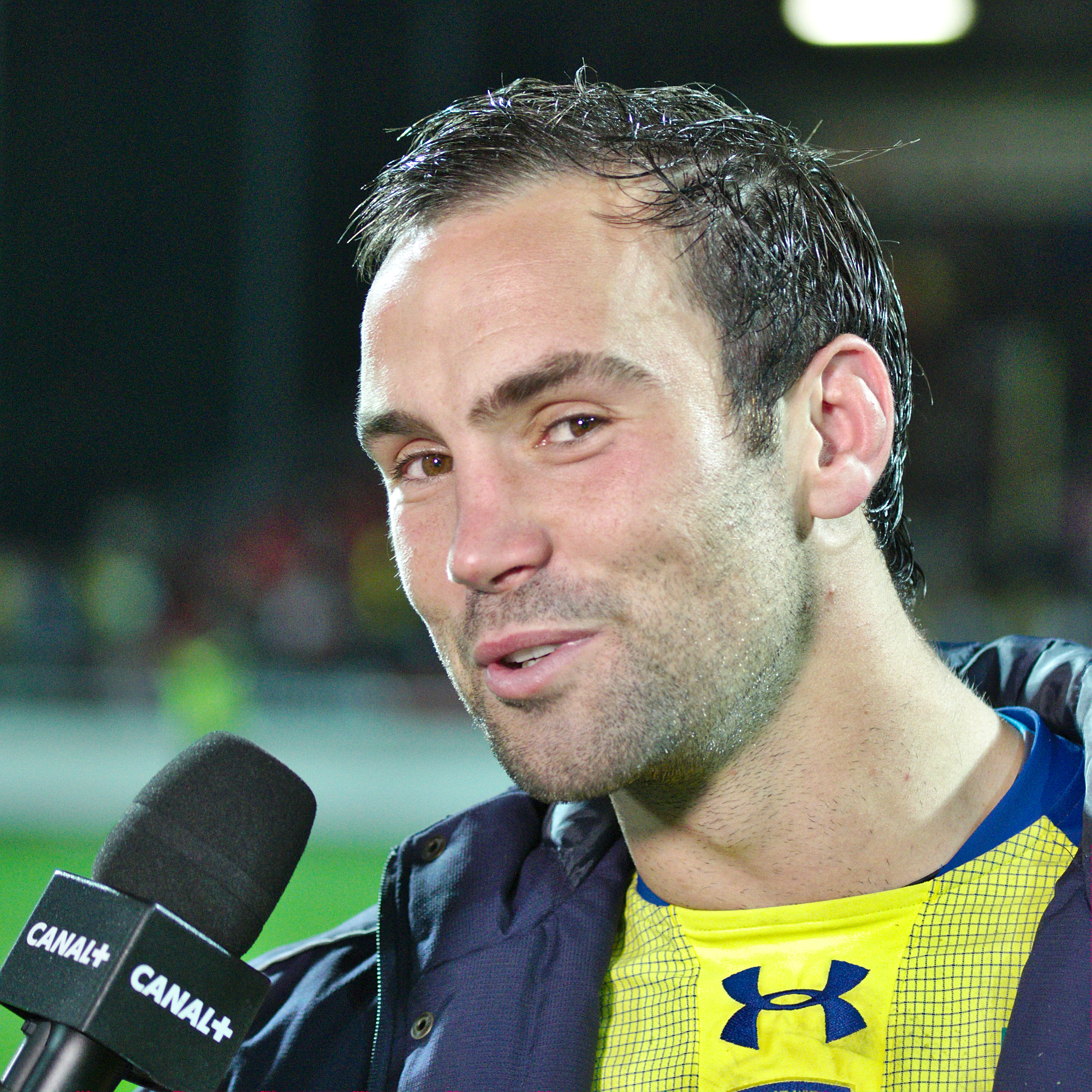
Morgan Parra.

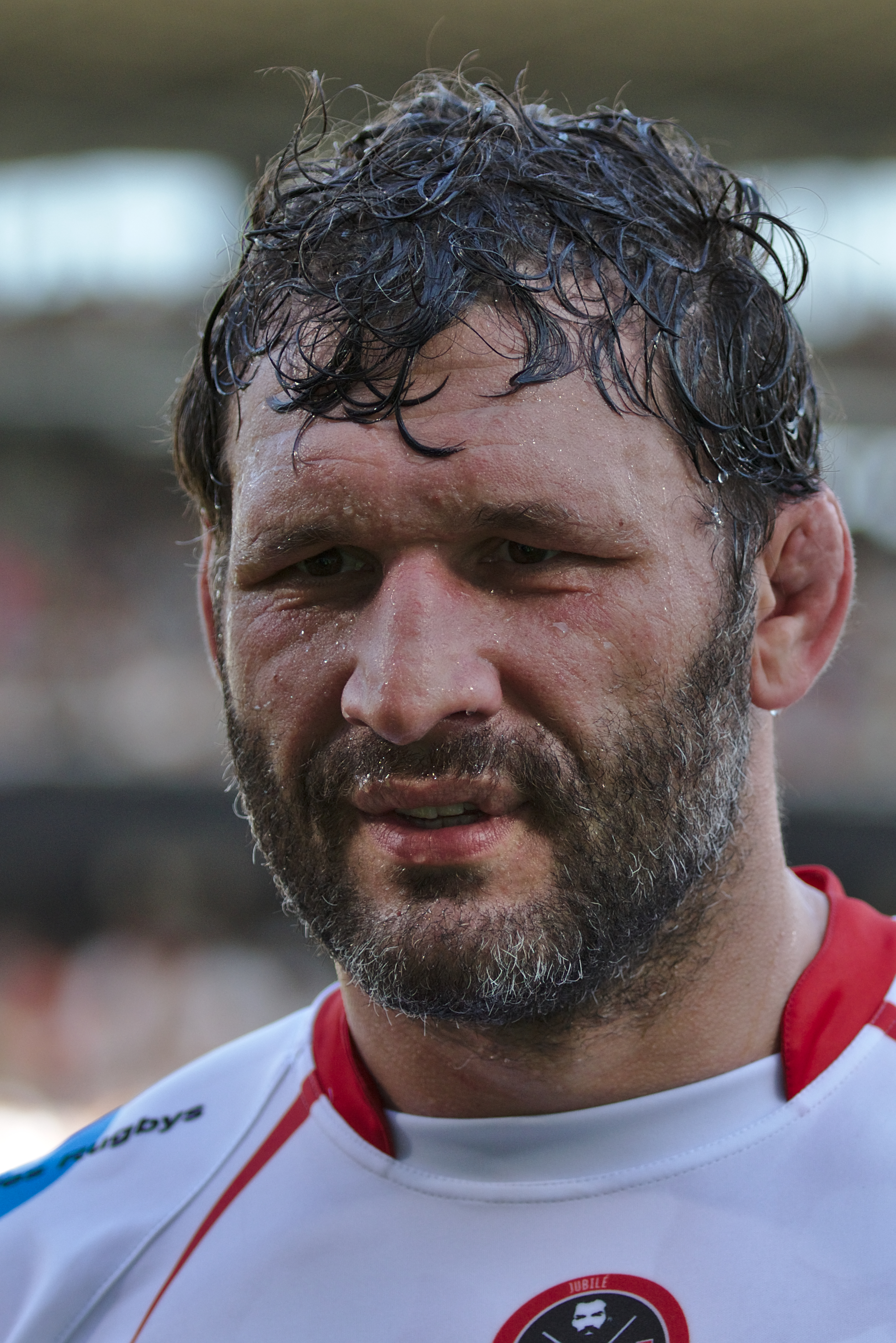
Lionel Nallet.

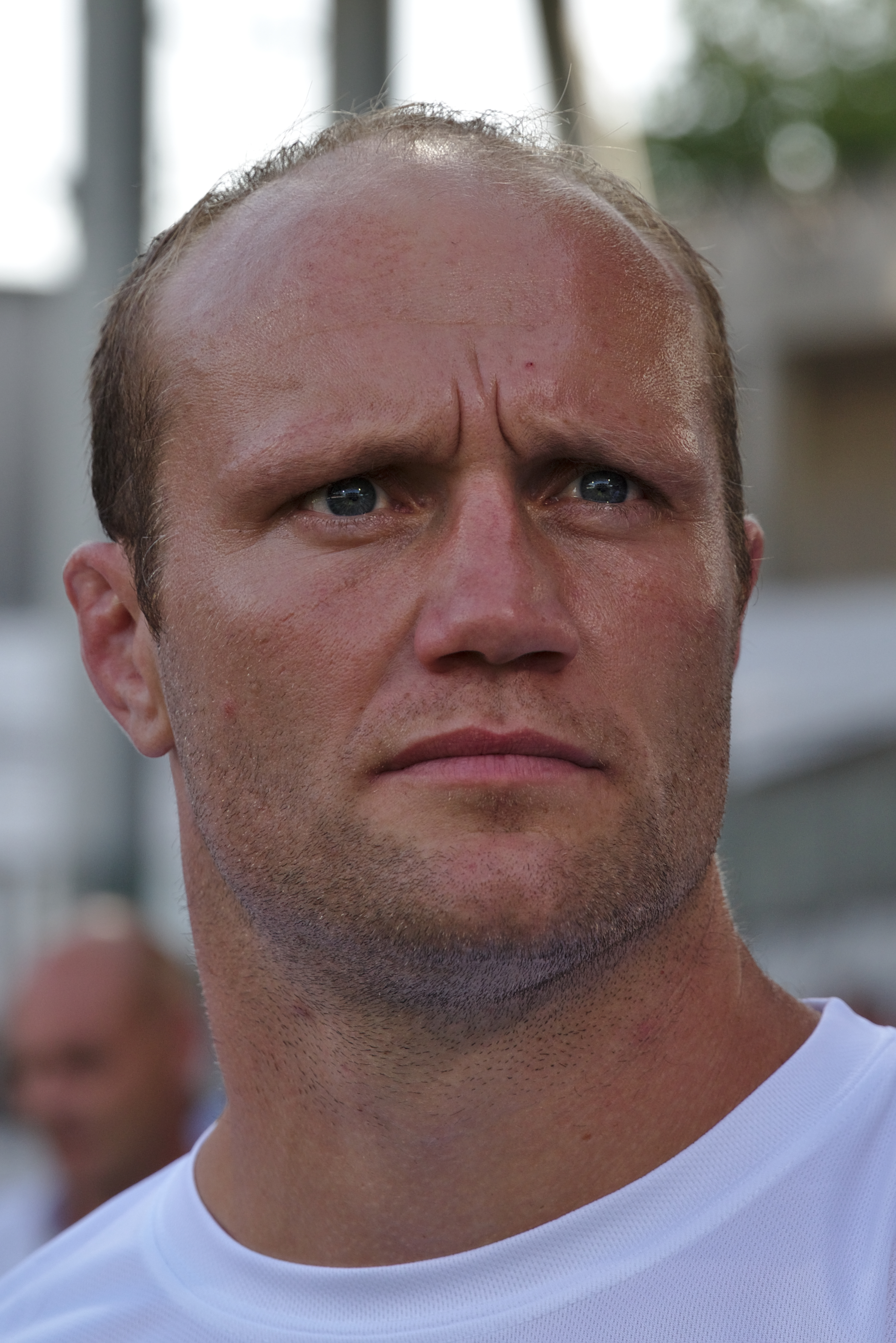
Julien Bonnaire.

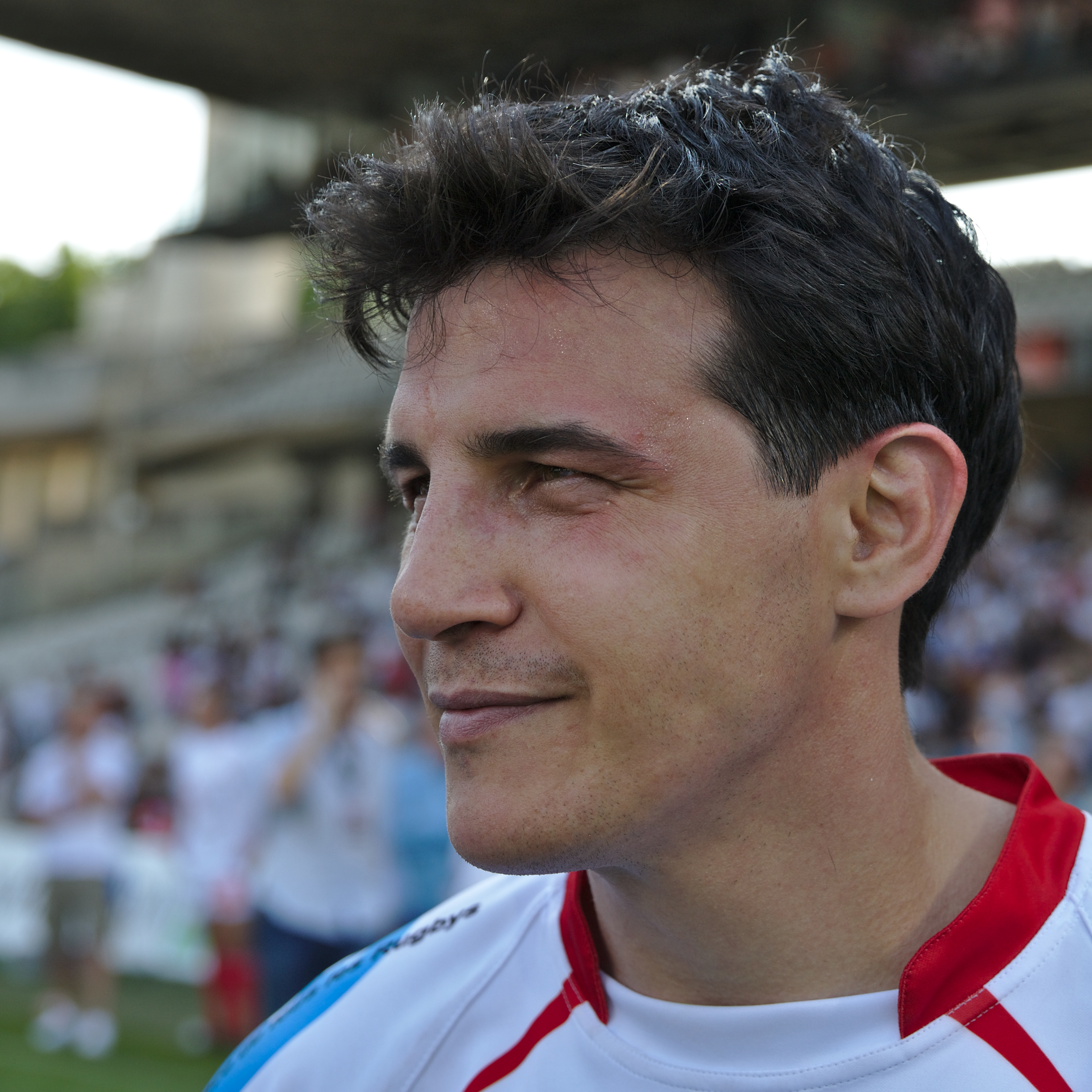
Benjamin Boyet.

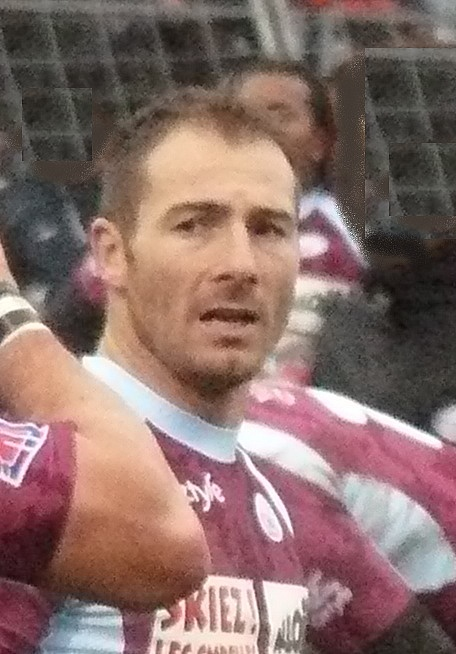
Mickaël Forest.

- Jacques Bouquet
- Hervé Chabowski
- Marc Cécillon
- Stéphane Glas
- Laurent Leflamand
- David Venditti
- Alexandre Chazalet
- Cédric Desbrosse
- Sébastien Chabal
- Jean Daudé
- Olivier Milloud
- Lionel Nallet
- Julien Bonnaire
- Pascal Papé
- Alexandre Péclier
- Florian Fritz
- Guillaume Boussès
- Benjamin Boyet
- Jean-François Coux
- Mickaël Forest
- Olivier Sourgens
- Julien Pierre
- Yann David
- David Janin
- Morgan Parra
- Alexandre Dumoulin
- Vincent Pelo
- Xavier Mignot
- Marco Tauleigne
- Ethan Dumortier

### Joueurs emblématiques
- Jacques Bouquet
- Jacques Palat
- Francis Gobbi[50],[51]
- Guy Betbeder
- Guy Tourlonias
- Jean-Pierre Pesteil
- Marc Cécillon
- Patrick Ladouce
- Hervé Chabowski
- Jean-Pierre Gulliet
- Yves Théron
- Gilles Cassagne
- Patrice Favre
- Roland Rouchier
- Frédéric Nibelle
- Dominique Mazille
- Gilbert Brunat
- Stéphane Glas
- Michel Malafosse
- Alexandre Chazalet
- Frédéric Grange
- Alexandre Péclier
- Jean Daudé
- Ludovic Saunier
- Pascal Fernandez

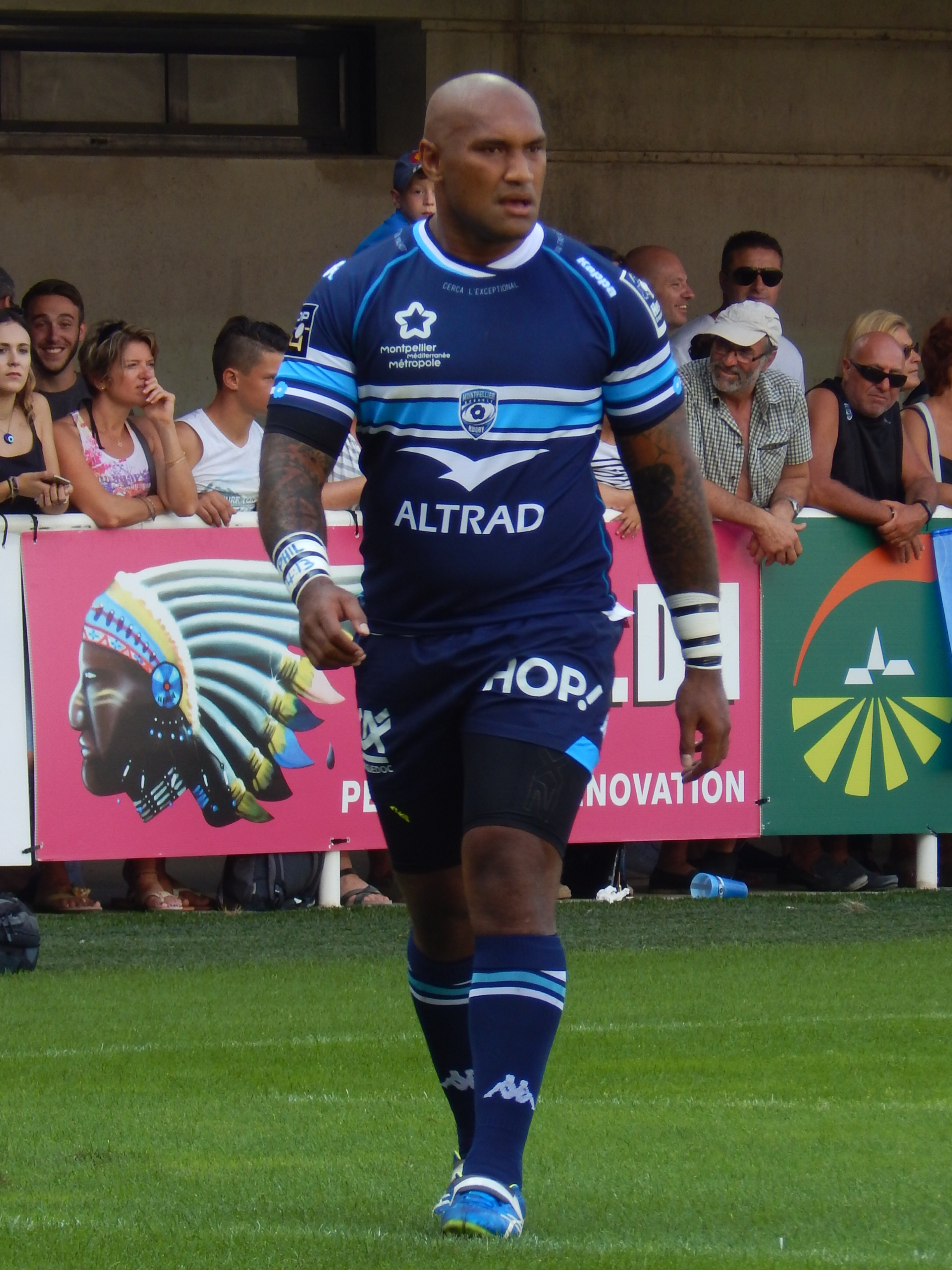
Nemani Nadolo

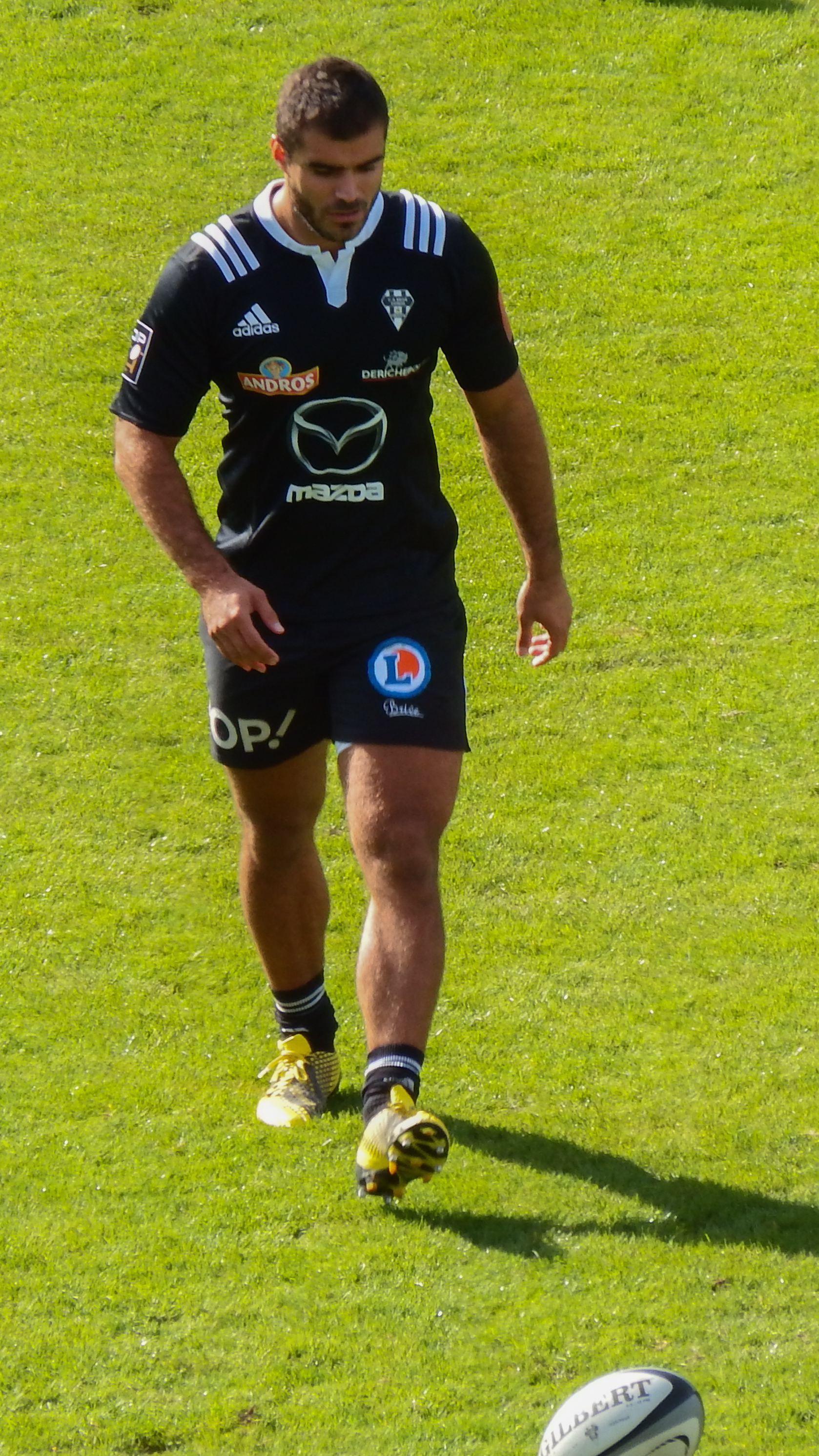
Gaëtan Germain

- Jean-François Martin-Culet
- Laurent Gomez
- Laurent Leflamand
- Philippe Vessiller
- Jean-Pierre Sanchez
- Stéphane Trouilloud
- Pierre Raschi
- Julien Frier
- Pascal Peyron
- Jean-François Tordo
- David Venditti
- Franck Montanella
- Sébastien Bonnet
- Laurent Belligoï
- Mickaël Forest
- Anthony Forest
- Olivier Milloud
- Sébastien Chabal
- Lionel Nallet
- Julien Bonnaire
- Pascal Papé
- Florian Fritz
- Guillaume Boussès
- Benjamin Boyet
- Jean-François Coux
- Julien Pierre
- Yann David
- David Janin
- Benoît Cabello
- Renaud Boyoud
- Arnaud Costes
- Laurent Balue
- Christophe Laussucq
- Romain Magellan
- Laurent Giolitti
- Alexandre Bias
- Gérald Orsoni
- Romuald Boule
- Camille Levast
- Lyonel Vaïtanaki
- Morgan Parra
- Grégory Puyo
- Camille Levast
- Gaëtan Germain
- Lionel Rinck
- Noël Curnier
- Kilian Tripier
- Bogdan Leonte
- Jawad Djoudi
- Sascha Fischer
- Arnauld Tchougong
- James McLaren
- Mark McKenzie
- Umberto Cossara
- Isidoro Quaglio
- Federico Pucciariello
- Carlo Del Fava
- Ezio Galon
- Alberto Di Bernardo
- Mike Prendergast
- Chris Wyatt
- Andrei Chaliouta
- Serafín Dengra
- Pablo Cardinali
- Augusto Petrilli
- Matias Albina
- Matias Viazzo
- Wessel Roux
- Matthys Stoltz
- Grant Esterhuizen
- Rudi Coetzee
- Wessel Jooste
- Coenraad Basson
- Josh Holmes
- Eremodo Tuni
- Albert Vulivuli
- Nemani Nadolo
- Piet van Zyl
- Brando Va'aulu
- Nigel Geany
- David Morgan
- Glenn Davis
- Norm Berryman
- Roger Randle
- Scott Palmer
- Karena Wihongi
- Alex Tulou
- Tone Kopelani
- Bryce Williams
- James Wilson
- James Tofa

### Capitaines

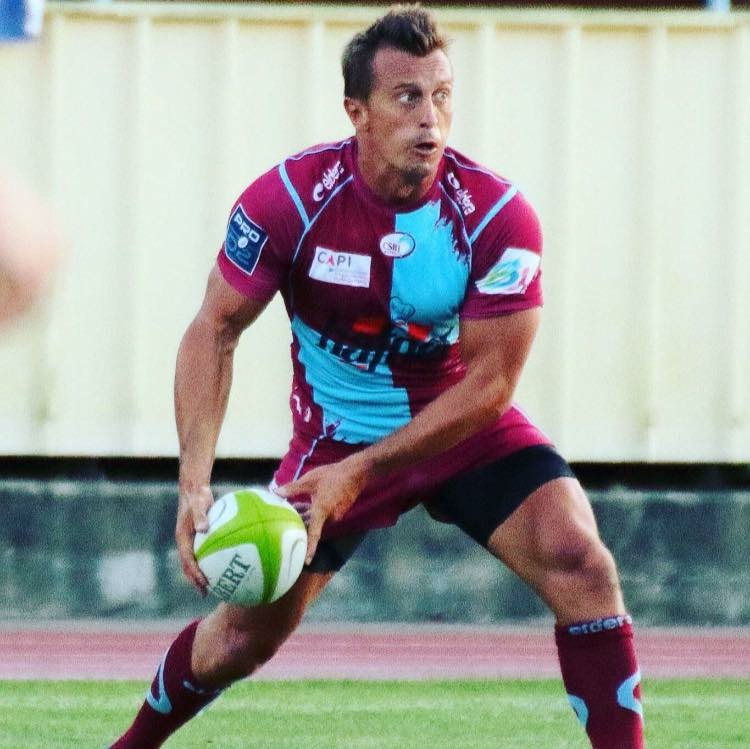
Jean-François Coux

- Marc Cécillon
- Pierre Raschi
- Alexandre Chazalet
- Lionel Nallet
- Julien Bonnaire
- Julien Frier
- Mickaël Forest
- Benjamin Boyet
- Jean-François Coux
- Morgan Parra
- Wessel Jooste
- Grégory Puyo
- Camille Levast[52]
- Albin Louchard[53]
- Bogdan Leonte[54]
- Léandre Cotte[55]
- Poutasi Luafutu[56]

### Effectif 2025-2026
| Nom                    | Naissance         | Nationalité sportive | Sélections | Dernier club       | Arrivée au club |
| Talonneurs             | Talonneurs        | Talonneurs           | Talonneurs | Talonneurs         | Talonneurs      |
| ---------------------- | ----------------- | -------------------- | ---------- | ------------------ | --------------- |
| Maxime Castant         | 7 avril 1996      | France               | -          | US Carcassonne     | 2022            |
| Brice Humbert          | 27 août 1996      | France               | -          | Valence Romans     | 2025            |
| Louis Ponton           | 3 avril 2003      | France               | -          | Formé au club      | 2024            |
| Piliers                |                   |                      |            |                    |                 |
| Lucas Dycke            | 20 mai 1999       | France               | -          | RC Suresnes        | 2024            |
| Romain Favaretto       | 11 juillet 1999   | France               | -          | Blagnac rugby      | 2022            |
| Davit Gvelesiani       | 24 janvier 2002   | Géorgie              | -          | Provence Rugby     | 2025            |
| Adrien Mallet          | 27 juin 2003      | France               | -          | Stade français     | 2024            |
| Vakhtang Meunargia     | 25 juillet 2002   | Géorgie              | -          | UA Gujan-Mestras   | 2025            |
| Nodari Shengelia       | 11 août 2002      | Géorgie              | -          | Biarritz olympique | 2025            |
| Dimitri Tchapnga       | 22 février 1987   | Cameroun             | Cameroun   | SC Albi            | 2024            |
| Deuxièmes lignes       |                   |                      |            |                    |                 |
| Fousseynou Cissokho    | novembre 2004     | France               | -          | Lyon OU (prêt)     | 2025            |
| Morgan Eames           | 22 août 1994      | Angleterre           | -          | Bristol Bears      | 2023            |
| Saba Pesvianidze       | 17 octobre 2000   | Géorgie              | -          | RC Massy           | 2025            |
| Ratu Meli Turagaca     | 17 février 1999   | Fidji                | -          | RC Tao             | 2025            |
| Troisièmes lignes      |                   |                      |            |                    |                 |
| Louis-Antonin Agostini | 19 avril 2004     | France               | -          | Stade aurillacois  | 2025            |
| Kamil Bouregba         | 10 juillet 1999   | Algérie              | Algérie    | AS Bédarrides      | 2024            |
| Merlin Bully           | 29 avril 2004     | France               | -          | Lyon OU            | 2024            |
| Kévin Chaudouard       | 14 août 1995      | France               | -          | RC Aubenas         | 2020            |
| Sam Daly               | 25 février 1998   | Écosse               | -          | Manly RFC          | 2024            |
| Lucas Dorrell          | 10 septembre 2001 | France               | -          | Cornish Pirates    | 2025            |
| Robin Gascou           | 14 mai 1999       | France               | -          | SO Chambéry        | 2022            |
| Talalelei Gray         | 28 février 1990   | Samoa                | Samoa      | FC Grenoble        | 2024            |
| Mario Pichardie        | 31 janvier 2001   | Espagne              | Espagne    | Alcobendas Rugby   | 2025            |
| Demis de mêlée         |                   |                      |            |                    |                 |
| Thibault Dufau         | 31 janvier 1995   | France               | -          | Nissa Rugby        | 2025            |
| Louis Giamarchi        | 16 février 2004   | France               | -          | Lyon OU            | 2024            |
| Jérémy Gondrand        | 23 février 1990   | France               | -          | Oyonnax Rugby      | 2023            |
| Liam Rimet             | 15 septembre 2003 | France               | -          | Lyon OU            | 2024            |
| Demis d'ouverture      |                   |                      |            |                    |                 |
| Matéo Arruti           | 21 août 2002      | France               | -          | Ordizia Rugby      | 2025            |
| Centres                |                   |                      |            |                    |                 |
| Christopher Bosch      | 27 mars 1992      | Afrique du Sud       | -          | Griquas            | 2018            |
| Tom Danovaro           | 27 juin 2001      | France               | -          | USA Limoges        | 2024            |
| Savenaca Rawaca        | 20 août 1991      | Fidji                | Fidji      | Stado Tarbes       | 2025            |
| Aviata Silago          | 2 janvier 1993    | Nouvelle-Zélande     | -          | SO Chambéry        | 2023            |
| Esteban Tercq          | 4 novembre 2002   | France               | -          | Valence Romans     | 2025            |
| Ailiers                |                   |                      |            |                    |                 |
| Paul Champ             | 31 janvier 2001   | France               | -          | Stade français     | 2023            |
| Hugo Desgrange         | 13 mai 2004       | France               | -          | Formé au club      | 2024            |
| Adrian Fugit           | 5 février 2003    | France               | -          | Lyon OU            | 2024            |
| Saimone Qeleca         | 19 mars 1997      | Fidji                | -          | RC Nîmois          | 2024            |
| Joe Ravouvou           | 21 mars 1991      | Nouvelle-Zélande     | à sept     | Oyonnax Rugby      | 2024            |
| Arrières               |                   |                      |            |                    |                 |
| Nicolas Cachet         | 25 mars 1992      | France               | -          | US Dax             | 2018            |
| Goulwen Gueho          | 21 septembre 2000 | France               | -          | RC Suresnes        | 2025            |

### Entraîneurs
| Période   | Entraîneurs en chef     | Adjoint(s)                           | Palmarès |
| --------- | ----------------------- | ------------------------------------ | --- |
| 1929-1934 | André Lacoste           |                                      | |
| 1934-1937 | Jean Gudet              |                                      | |
| 1937-1939 | Henri Gigot             |                                      | |
| 1941-1945 | Jean Moiroud            |                                      | |
| 1945-1946 | Henri Gigot             |                                      | |
| 1946-1947 | Louis Théron            |                                      | |
| 1947-1950 | Jacques Palat           |                                      | |
| 1950-1953 | Maurice Bourron         |                                      | |
| 1953-1955 | Guy Bigorre             |                                      | |
| 1955      | Georges Guillaumet      |                                      | |
| 1955-1956 | Maurice Bourron         |                                      | |
| 1956      | Fernand Millon          |                                      | |
| 1956-1959 | Raymond Bouvarel        |                                      | |
| 1959      | Louis Théron            |                                      | |
| 1959-1960 | Jean Lahet              |                                      | |
| 1960-1962 | Raymond Bouvarel        |                                      | |
| 1962-1964 | François Montrucolis    |                                      | |
| 1964      | André Trévisanuto       |                                      | |
| 1964-1969 | André Pagés             |                                      | Champion de France D2 1965 |
| 1969-1974 | Serge Dunet             |                                      | Champion de France D2 1971, champion de France D2 1973 |
| 1974-1980 | Serge Dunet             | Jacques Augier                       | Bouclier de Bourgogne 1976, finaliste Challenge de l'Espérance 1980, finaliste Challenge Armand Vaquerin 1980 |
| 1980      | Eloi Tujague            | Patrick Bernard                      | |
| 1980-1982 | Patrick Bernard         |                                      | Vice-champion de France Groupe B 1982, Bouclier de Bourgogne 1982 |
| 1982-1983 | Lilian Camberabero      |                                      | |
| 1983-1984 | Gérard Bonnet           | Michel Arnoldi                       | Champion de France Groupe B 1984 |
| 1984-1986 | Michel Arnoldi          |                                      | |
| 1986-1988 | François Anne           | Michel Arnoldi                       | Bouclier de Bourgogne 1988 |
| 1988-1989 | Gérard Bonnet           | Michel Arnoldi                       | |
| 1989-1990 | Jean-Pierre Pesteil     | Michel Arnoldi                       | |
| 1990-1991 | Henri Hyvrard           | Frédéric Chevarin                    | |
| 1991-1993 | René Benoit-Guerindon   | Bernard Thomas                       | |
| 1993-1994 | Michel Couturas         | Bernard Ferret                       | Finaliste Challenge Armand Vaquerin 1994, finaliste Challenge de l'Espérance 1994 |
| 1994-2000 | Michel Couturas         | Alain Revol                          | Vainqueur Challenge Jean Bouin 1995, vainqueur Challenge Armand Vaquerin 1997, vainqueur Challenge européen 1997, vice-champion de France 1997, finaliste Coupe de France 1997 et 1999, finaliste Challenge européen 1999 |
| 2000-2001 | Jean-François Tordo     | Jean-Henri Tubert                    | |
| 2001-2002 | Jean-François Tordo     | Hervé Roche                          | |
| 2002      | Hervé Roche             | Alexandre Chazalet                   | |
| 2002-2004 | Philippe Saint-André    | Laurent Seigne                       | Finaliste Coupe de Ligue 2003 et finaliste Challenge Sud-Radio 2003 |
| 2004      | Laurent Seigne          |                                      | |
| 2004-2005 | Laurent Seigne          | Guy Tourlonias                       | |
| 2005-2007 | Christophe Urios        | Guy Tourlonias                       | |
| 2007-2008 | Éric Catinot            | Pierre Raschi                        | |
| 2008-2011 | Éric Catinot            | Xavier Péméja                        | Finaliste Challenge européen 2009 |
| 2011      | Laurent Mignot          | Stéphane Orjollet                    | |
| 2011-2012 | Laurent Seigne          | Jean-François Beltran                | |
| 2012      | Jean-François Beltran   | Laurent Mignot Stéphane Orjollet     | |
| 2012-2013 | Laurent Mignot          | Pascal Peyron et Stéphane Orjollet   | Vice-champion 1re division fédérale 2013 |
| 2013-2014 | Laurent Mignot          | Pascal Peyron et Alexandre Péclier   | |
| 2014-2015 | Pascal Peyron           | Alexandre Péclier Florian Ninard     | |
| 2015-2016 | Serge Laïrle            | Alexandre Péclier Florian Ninard     | |
| 2016-2017 | Richard McClintock      | Alexandre Péclier                    | |
| 2017-2019 | Jean-Henri Tubert       | Fabien Boyet                         | |
| 2019-2021 | Jean-Henri Tubert       | Anton Moolman                        | |
| 2021-2023 | Sébastien Tillous-Borde | Grégoire Pintiaux                    | |
| 2023-     | Pascal Papé             | Grégoire Pintiaux Sébastien Bouillot | |

### Présidents
- 1906-1908 :  François Armanet
- 1908-1914 :  Raoul Besassier
- 1914-1920 :  Henri Villon
- 1920-1924 :   Louis Ochs
- 1924-1930 :  M André
- 1930-1940 :  Roger Cressol
- 1940-1944 :  Dr Bizollon
- 1944-1954 :  Elie Armanet
- 1954-1956 :  André Diéderich
- 1956-1959 :  Roger Mariani
- 1959-1960 :  Clovis Cabanetos
- 1960-1960 :  Maurice Maury
- 1960-1969 :  Henri Perroud
- 1969-1980 :  Pierre Berthier
- 1980-1980 :  Bernard Thomassier
- 1980-1989 :  René Berchemin
- 1989-1991 :  Gérard Peyrefitte
- 1991-1996 :  Daniel Garnier
- 1996-2009 :  Pierre Martinet
- 2009-2009 :  René Flamand
- 2009-2010 :  Gaston Maulin
- 2010-2010 :  Arnaud Tourtoulou
- 2010-2012 :  Gaston Maulin
- 2012-2012 :  Gérard Gerbelot
- 2012-2015 :  Martial Manier
- 2015-2017 :  Pierre-André Hafner
- 2017-2018 :  Dario Lodola
- 2018-0000 :  Henri-Guillaume Gueydan

## Structures du club

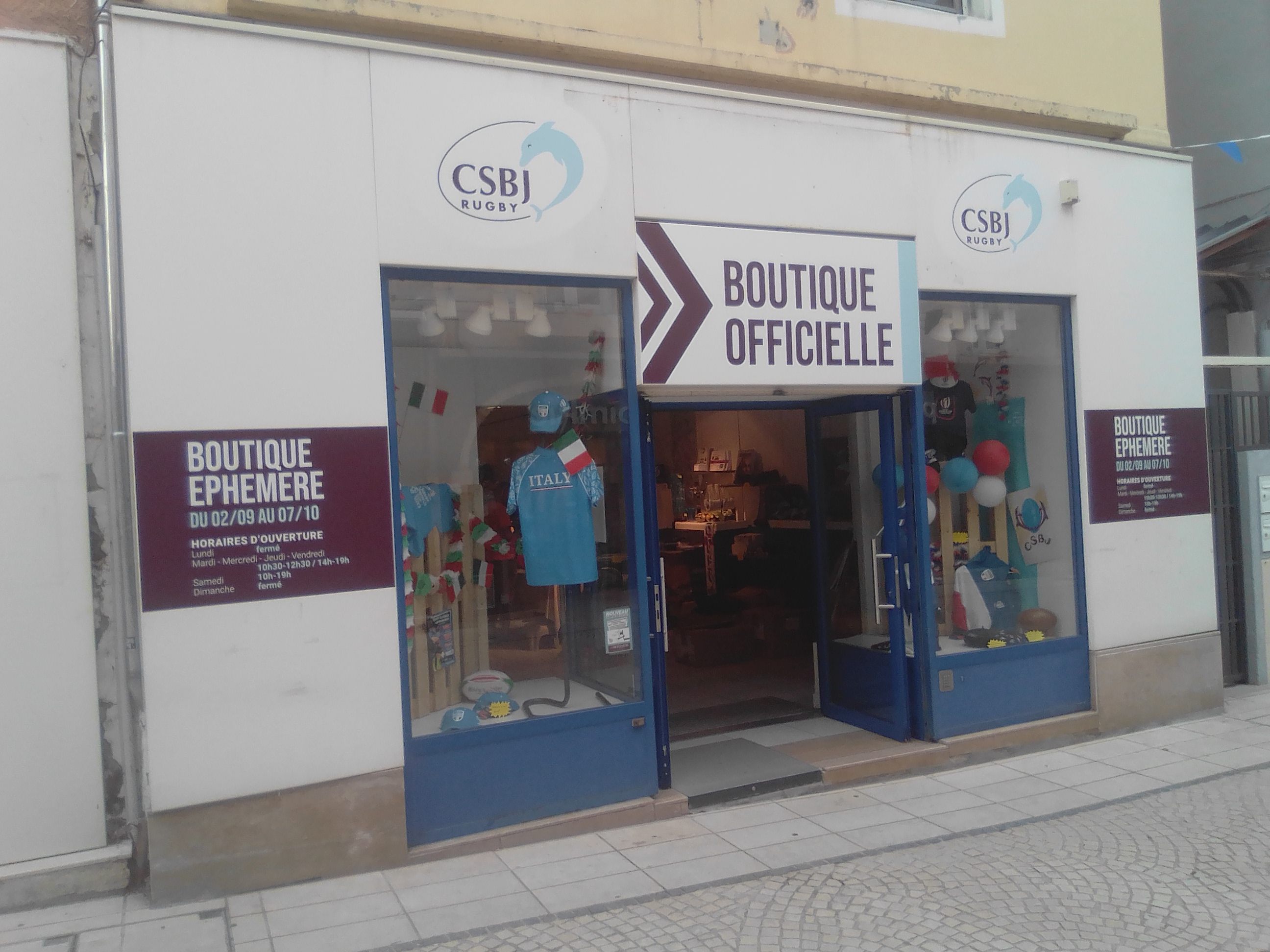
Boutique officielle éphémère du club ouverte à l'occasion de la Coupe du monde de rugby 2023.

### Équipe féminine
Le club ouvre une section féminine vers 2018.
L'équipe est sacrée championne de France de Fédérale 2 en 2023.